# Lista di asteroidi (19001-20000)
Di seguito una lista di asteroidi dal numero 19001 al 20000 con data di scoperta e scopritore.

## 19001-19100
| Nome               | Designazione provvisoria | Data di scoperta  | Scopritore                                             |
| ------------------ | ------------------------ | ----------------- | ------------------------------------------------------ |
| 19001 -            | 2000 RV60                | 6 settembre 2000  | LINEAR                                                 |
| 19002 Tongkexue    | 2000 RD61                | 1 settembre 2000  | LINEAR                                                 |
| 19003 Erinfrey     | 2000 RL61                | 1 settembre 2000  | LINEAR                                                 |
| 19004 Chirayath    | 2000 RU62                | 2 settembre 2000  | LINEAR                                                 |
| 19005 Teckman      | 2000 RY64                | 1 settembre 2000  | LINEAR                                                 |
| 19006 -            | 2000 RY65                | 1 settembre 2000  | LINEAR                                                 |
| 19007 Nirajnathan  | 2000 RD68                | 2 settembre 2000  | LINEAR                                                 |
| 19008 Kristibutler | 2000 RV70                | 2 settembre 2000  | LINEAR                                                 |
| 19009 Galenmaly    | 2000 RF72                | 2 settembre 2000  | LINEAR                                                 |
| 19010 -            | 2000 RT72                | 2 settembre 2000  | LINEAR                                                 |
| 19011 -            | 2000 RU75                | 3 settembre 2000  | LINEAR                                                 |
| 19012 -            | 2000 RZ75                | 3 settembre 2000  | LINEAR                                                 |
| 19013 -            | 2000 RN76                | 4 settembre 2000  | LINEAR                                                 |
| 19014 -            | 2000 RW77                | 9 settembre 2000  | K. Korlević                                            |
| 19015 -            | 2000 RX77                | 9 settembre 2000  | K. Korlević                                            |
| 19016 -            | 2000 RY78                | 11 settembre 2000 | Črni Vrh                                               |
| 19017 Susanlederer | 2000 RH93                | 4 settembre 2000  | LONEOS                                                 |
| 19018 -            | 2000 RL100               | 5 settembre 2000  | LONEOS                                                 |
| 19019 Sunflower    | 2000 SB                  | 17 settembre 2000 | L. Robinson                                            |
| 19020 -            | 2000 SC6                 | 20 settembre 2000 | LINEAR                                                 |
| 19021 -            | 2000 SC8                 | 20 settembre 2000 | LINEAR                                                 |
| 19022 Penzel       | 2000 SR44                | 26 settembre 2000 | G. Lehmann                                             |
| 19023 Varela       | 2000 SH111               | 24 settembre 2000 | LINEAR                                                 |
| 19024 -            | 2000 SS112               | 24 settembre 2000 | LINEAR                                                 |
| 19025 Arthurpetron | 2000 SC117               | 24 settembre 2000 | LINEAR                                                 |
| 19026 -            | 2000 SR145               | 24 settembre 2000 | LINEAR                                                 |
| 19027 -            | 2000 SZ149               | 24 settembre 2000 | LINEAR                                                 |
| 19028 -            | 2000 SC165               | 23 settembre 2000 | LINEAR                                                 |
| 19029 Briede       | 2000 SR205               | 24 settembre 2000 | LINEAR                                                 |
| 19030 -            | 2000 SJ276               | 30 settembre 2000 | LINEAR                                                 |
| 19031 -            | 2000 SU295               | 27 settembre 2000 | LINEAR                                                 |
| 19032 -            | 2053 P-L                 | 24 settembre 1960 | C. J. van Houten, I. van Houten-Groeneveld, T. Gehrels |
| 19033 -            | 2157 P-L                 | 24 settembre 1960 | C. J. van Houten, I. van Houten-Groeneveld, T. Gehrels |
| 19034 Santorini    | 2554 P-L                 | 24 settembre 1960 | C. J. van Houten, I. van Houten-Groeneveld, T. Gehrels |
| 19035 -            | 4634 P-L                 | 24 settembre 1960 | C. J. van Houten, I. van Houten-Groeneveld, T. Gehrels |
| 19036 -            | 4642 P-L                 | 24 settembre 1960 | C. J. van Houten, I. van Houten-Groeneveld, T. Gehrels |
| 19037 -            | 4663 P-L                 | 24 settembre 1960 | C. J. van Houten, I. van Houten-Groeneveld, T. Gehrels |
| 19038 -            | 4764 P-L                 | 24 settembre 1960 | C. J. van Houten, I. van Houten-Groeneveld, T. Gehrels |
| 19039 -            | 4844 P-L                 | 24 settembre 1960 | C. J. van Houten, I. van Houten-Groeneveld, T. Gehrels |
| 19040 -            | 4875 P-L                 | 26 settembre 1960 | C. J. van Houten, I. van Houten-Groeneveld, T. Gehrels |
| 19041 -            | 6055 P-L                 | 24 settembre 1960 | C. J. van Houten, I. van Houten-Groeneveld, T. Gehrels |
| 19042 -            | 6104 P-L                 | 24 settembre 1960 | C. J. van Houten, I. van Houten-Groeneveld, T. Gehrels |
| 19043 -            | 6214 P-L                 | 24 settembre 1960 | C. J. van Houten, I. van Houten-Groeneveld, T. Gehrels |
| 19044 -            | 6516 P-L                 | 24 settembre 1960 | C. J. van Houten, I. van Houten-Groeneveld, T. Gehrels |
| 19045 -            | 6593 P-L                 | 24 settembre 1960 | C. J. van Houten, I. van Houten-Groeneveld, T. Gehrels |
| 19046 -            | 7607 P-L                 | 17 ottobre 1960   | C. J. van Houten, I. van Houten-Groeneveld, T. Gehrels |
| 19047 -            | 9516 P-L                 | 22 ottobre 1960   | C. J. van Houten, I. van Houten-Groeneveld, T. Gehrels |
| 19048 -            | 9567 P-L                 | 17 ottobre 1960   | C. J. van Houten, I. van Houten-Groeneveld, T. Gehrels |
| 19049 -            | 1105 T-1                 | 25 marzo 1971     | C. J. van Houten, I. van Houten-Groeneveld, T. Gehrels |
| 19050 -            | 1162 T-1                 | 25 marzo 1971     | C. J. van Houten, I. van Houten-Groeneveld, T. Gehrels |
| 19051 -            | 3210 T-1                 | 26 marzo 1971     | C. J. van Houten, I. van Houten-Groeneveld, T. Gehrels |
| 19052 -            | 1017 T-2                 | 29 settembre 1973 | C. J. van Houten, I. van Houten-Groeneveld, T. Gehrels |
| 19053 -            | 1054 T-2                 | 29 settembre 1973 | C. J. van Houten, I. van Houten-Groeneveld, T. Gehrels |
| 19054 -            | 1058 T-2                 | 29 settembre 1973 | C. J. van Houten, I. van Houten-Groeneveld, T. Gehrels |
| 19055 -            | 1066 T-2                 | 29 settembre 1973 | C. J. van Houten, I. van Houten-Groeneveld, T. Gehrels |
| 19056 -            | 1162 T-2                 | 29 settembre 1973 | C. J. van Houten, I. van Houten-Groeneveld, T. Gehrels |
| 19057 -            | 1166 T-2                 | 29 settembre 1973 | C. J. van Houten, I. van Houten-Groeneveld, T. Gehrels |
| 19058 -            | 1331 T-2                 | 29 settembre 1973 | C. J. van Houten, I. van Houten-Groeneveld, T. Gehrels |
| 19059 -            | 1352 T-2                 | 29 settembre 1973 | C. J. van Houten, I. van Houten-Groeneveld, T. Gehrels |
| 19060 -            | 2176 T-2                 | 29 settembre 1973 | C. J. van Houten, I. van Houten-Groeneveld, T. Gehrels |
| 19061 -            | 2261 T-2                 | 29 settembre 1973 | C. J. van Houten, I. van Houten-Groeneveld, T. Gehrels |
| 19062 -            | 2289 T-2                 | 29 settembre 1973 | C. J. van Houten, I. van Houten-Groeneveld, T. Gehrels |
| 19063 -            | 3147 T-2                 | 30 settembre 1973 | C. J. van Houten, I. van Houten-Groeneveld, T. Gehrels |
| 19064 -            | 3176 T-2                 | 30 settembre 1973 | C. J. van Houten, I. van Houten-Groeneveld, T. Gehrels |
| 19065 -            | 3351 T-2                 | 25 settembre 1973 | C. J. van Houten, I. van Houten-Groeneveld, T. Gehrels |
| 19066 Ellarie      | 4068 T-2                 | 29 settembre 1973 | C. J. van Houten, I. van Houten-Groeneveld, T. Gehrels |
| 19067 -            | 4087 T-2                 | 29 settembre 1973 | C. J. van Houten, I. van Houten-Groeneveld, T. Gehrels |
| 19068 -            | 4232 T-2                 | 29 settembre 1973 | C. J. van Houten, I. van Houten-Groeneveld, T. Gehrels |
| 19069 -            | 5149 T-2                 | 25 settembre 1973 | C. J. van Houten, I. van Houten-Groeneveld, T. Gehrels |
| 19070 -            | 5491 T-2                 | 30 settembre 1973 | C. J. van Houten, I. van Houten-Groeneveld, T. Gehrels |
| 19071 -            | 1047 T-3                 | 17 ottobre 1977   | C. J. van Houten, I. van Houten-Groeneveld, T. Gehrels |
| 19072 -            | 1222 T-3                 | 17 ottobre 1977   | C. J. van Houten, I. van Houten-Groeneveld, T. Gehrels |
| 19073 -            | 3157 T-3                 | 16 ottobre 1977   | C. J. van Houten, I. van Houten-Groeneveld, T. Gehrels |
| 19074 -            | 4236 T-3                 | 16 ottobre 1977   | C. J. van Houten, I. van Houten-Groeneveld, T. Gehrels |
| 19075 -            | 4288 T-3                 | 16 ottobre 1977   | C. J. van Houten, I. van Houten-Groeneveld, T. Gehrels |
| 19076 -            | 5002 T-3                 | 16 ottobre 1977   | C. J. van Houten, I. van Houten-Groeneveld, T. Gehrels |
| 19077 -            | 5123 T-3                 | 16 ottobre 1977   | C. J. van Houten, I. van Houten-Groeneveld, T. Gehrels |
| 19078 -            | 5187 T-3                 | 16 ottobre 1977   | C. J. van Houten, I. van Houten-Groeneveld, T. Gehrels |
| 19079 Hernández    | 1967 KC                  | 31 maggio 1967    | Félix Aguilar Observatory                              |
| 19080 Martínfierro | 1970 JB                  | 10 maggio 1970    | Félix Aguilar Observatory                              |
| 19081 Mravinskij   | 1973 SX2                 | 22 settembre 1973 | N. S. Chernykh                                         |
| 19082 Vikchernov   | 1976 QS                  | 26 agosto 1976    | N. S. Chernykh                                         |
| 19083 Mizuki       | 1977 DA4                 | 18 febbraio 1977  | H. Kosai, K. Hurukawa                                  |
| 19084 Eilestam     | 1978 RQ9                 | 2 settembre 1978  | C.-I. Lagerkvist                                       |
| 19085 -            | 1978 UR4                 | 27 ottobre 1978   | C. M. Olmstead                                         |
| 19086 -            | 1978 VB3                 | 7 novembre 1978   | E. F. Helin, S. J. Bus                                 |
| 19087 -            | 1978 VT4                 | 7 novembre 1978   | E. F. Helin, S. J. Bus                                 |
| 19088 -            | 1978 VW4                 | 7 novembre 1978   | E. F. Helin, S. J. Bus                                 |
| 19089 -            | 1978 VZ6                 | 7 novembre 1978   | E. F. Helin, S. J. Bus                                 |
| 19090 -            | 1978 VM9                 | 7 novembre 1978   | E. F. Helin, S. J. Bus                                 |
| 19091 -            | 1978 XX                  | 6 dicembre 1978   | E. Bowell, A. Warnock                                  |
| 19092 -            | 1979 MF2                 | 25 giugno 1979    | E. F. Helin, S. J. Bus                                 |
| 19093 -            | 1979 MM3                 | 25 giugno 1979    | E. F. Helin, S. J. Bus                                 |
| 19094 -            | 1979 MR6                 | 25 giugno 1979    | E. F. Helin, S. J. Bus                                 |
| 19095 -            | 1979 MA8                 | 25 giugno 1979    | E. F. Helin, S. J. Bus                                 |
| 19096 Leonfridman  | 1979 TY1                 | 14 ottobre 1979   | N. S. Chernykh                                         |
| 19097 -            | 1981 EY2                 | 2 marzo 1981      | S. J. Bus                                              |
| 19098 -            | 1981 EM3                 | 2 marzo 1981      | S. J. Bus                                              |
| 19099 -            | 1981 EC4                 | 2 marzo 1981      | S. J. Bus                                              |
| 19100 -            | 1981 EH5                 | 2 marzo 1981      | S. J. Bus                                              |

## 19101-19200
| Nome                 | Designazione provvisoria | Data di scoperta  | Scopritore                       |
| -------------------- | ------------------------ | ----------------- | -------------------------------- |
| 19101 -              | 1981 EV6                 | 6 marzo 1981      | S. J. Bus                        |
| 19102 -              | 1981 EH8                 | 1 marzo 1981      | S. J. Bus                        |
| 19103 -              | 1981 ER11                | 7 marzo 1981      | S. J. Bus                        |
| 19104 -              | 1981 EY13                | 1 marzo 1981      | S. J. Bus                        |
| 19105 -              | 1981 EB15                | 1 marzo 1981      | S. J. Bus                        |
| 19106 -              | 1981 EV15                | 1 marzo 1981      | S. J. Bus                        |
| 19107 -              | 1981 EU19                | 2 marzo 1981      | S. J. Bus                        |
| 19108 -              | 1981 EV21                | 2 marzo 1981      | S. J. Bus                        |
| 19109 -              | 1981 EZ23                | 7 marzo 1981      | S. J. Bus                        |
| 19110 -              | 1981 EF29                | 1 marzo 1981      | S. J. Bus                        |
| 19111 -              | 1981 EM29                | 1 marzo 1981      | S. J. Bus                        |
| 19112 -              | 1981 EN31                | 2 marzo 1981      | S. J. Bus                        |
| 19113 -              | 1981 EB33                | 1 marzo 1981      | S. J. Bus                        |
| 19114 -              | 1981 EP37                | 1 marzo 1981      | S. J. Bus                        |
| 19115 -              | 1981 EM39                | 2 marzo 1981      | S. J. Bus                        |
| 19116 -              | 1981 EZ40                | 2 marzo 1981      | S. J. Bus                        |
| 19117 -              | 1981 EL41                | 2 marzo 1981      | S. J. Bus                        |
| 19118 -              | 1981 SD2                 | 26 settembre 1981 | N. G. Thomas                     |
| 19119 Dimpna         | 1981 SG3                 | 27 settembre 1981 | L. G. Karachkina                 |
| 19120 Doronina       | 1983 PM1                 | 6 agosto 1983     | L. G. Karachkina                 |
| 19121 Rathnasree     | 1985 CY1                 | 12 febbraio 1985  | H. Debehogne                     |
| 19122 Amandabosh     | 1985 VF1                 | 7 novembre 1985   | E. Bowell                        |
| 19123 Stephenlevine  | 1986 TP1                 | 7 ottobre 1986    | E. Bowell                        |
| 19124 -              | 1986 TH3                 | 4 ottobre 1986    | A. Mrkos                         |
| 19125 -              | 1987 CH                  | 2 febbraio 1987   | E. W. Elst                       |
| 19126 Ottohahn       | 1987 QW                  | 22 agosto 1987    | F. Börngen                       |
| 19127 Olegefremov    | 1987 QH10                | 26 agosto 1987    | L. G. Karachkina                 |
| 19128 -              | 1987 YR1                 | 17 dicembre 1987  | E. W. Elst, G. Pizarro           |
| 19129 Loos           | 1988 AL1                 | 10 gennaio 1988   | A. Mrkos                         |
| 19130 Tytgat         | 1988 CG2                 | 11 febbraio 1988  | E. W. Elst                       |
| 19131 -              | 1988 CY3                 | 13 febbraio 1988  | E. W. Elst                       |
| 19132 Le Clézio      | 1988 CL4                 | 13 febbraio 1988  | E. W. Elst                       |
| 19133 -              | 1988 PC2                 | 7 agosto 1988     | Z. Vávrová                       |
| 19134 -              | 1988 TQ1                 | 15 ottobre 1988   | Y. Oshima                        |
| 19135 Takashionaka   | 1988 XQ                  | 3 dicembre 1988   | K. Endate, K. Watanabe           |
| 19136 Strassmann     | 1989 AZ6                 | 10 gennaio 1989   | F. Börngen                       |
| 19137 Copiapó        | 1989 CP2                 | 4 febbraio 1989   | E. W. Elst                       |
| 19138 -              | 1989 EJ1                 | 10 marzo 1989     | K. Suzuki, T. Furuta             |
| 19139 Apian          | 1989 GJ8                 | 6 aprile 1989     | F. Börngen                       |
| 19140 Jansmit        | 1989 RJ2                 | 2 settembre 1989  | C. S. Shoemaker, E. M. Shoemaker |
| 19141 Poelkapelle    | 1989 SB4                 | 26 settembre 1989 | E. W. Elst                       |
| 19142 Langemarck     | 1989 SU4                 | 26 settembre 1989 | E. W. Elst                       |
| 19143 -              | 1989 SA10                | 26 settembre 1989 | H. Debehogne                     |
| 19144 -              | 1989 UP1                 | 28 ottobre 1989   | Y. Mizuno, T. Furuta             |
| 19145 -              | 1989 YC                  | 25 dicembre 1989  | J. M. Baur                       |
| 19146 -              | 1989 YY                  | 30 dicembre 1989  | R. H. McNaught                   |
| 19147 -              | 1989 YV4                 | 30 dicembre 1989  | R. H. McNaught                   |
| 19148 Alaska         | 1989 YA5                 | 28 dicembre 1989  | E. W. Elst                       |
| 19149 Boccaccio      | 1990 EZ2                 | 2 marzo 1990      | E. W. Elst                       |
| 19150 -              | 1990 HY                  | 26 aprile 1990    | E. F. Helin                      |
| 19151 -              | 1990 KD1                 | 20 maggio 1990    | R. H. McNaught                   |
| 19152 -              | 1990 OB5                 | 27 luglio 1990    | H. E. Holt                       |
| 19153 -              | 1990 QB3                 | 28 agosto 1990    | H. E. Holt                       |
| 19154 -              | 1990 QX4                 | 24 agosto 1990    | H. E. Holt                       |
| 19155 Lifeson        | 1990 SX3                 | 22 settembre 1990 | B. Roman                         |
| 19156 Heco           | 1990 SE4                 | 20 settembre 1990 | T. Seki                          |
| 19157 -              | 1990 SS6                 | 22 settembre 1990 | E. W. Elst                       |
| 19158 -              | 1990 SN7                 | 22 settembre 1990 | E. W. Elst                       |
| 19159 Taenakano      | 1990 TT                  | 10 ottobre 1990   | K. Endate, K. Watanabe           |
| 19160 Chikayoshitomi | 1990 TC1                 | 15 ottobre 1990   | K. Endate, K. Watanabe           |
| 19161 Sakawa         | 1990 TQ1                 | 15 ottobre 1990   | T. Seki                          |
| 19162 Wambsganss     | 1990 TZ1                 | 10 ottobre 1990   | F. Börngen, L. D. Schmadel       |
| 19163 -              | 1990 WE5                 | 16 novembre 1990  | E. W. Elst                       |
| 19164 -              | 1991 AU1                 | 12 gennaio 1991   | E. F. Helin                      |
| 19165 Nariyuki       | 1991 CD                  | 4 febbraio 1991   | K. Endate, K. Watanabe           |
| 19166 -              | 1991 EY1                 | 7 marzo 1991      | H. Debehogne                     |
| 19167 -              | 1991 ED2                 | 9 marzo 1991      | H. Debehogne                     |
| 19168 -              | 1991 EO5                 | 14 marzo 1991     | H. Debehogne                     |
| 19169 -              | 1991 FD                  | 17 marzo 1991     | E. F. Helin                      |
| 19170 -              | 1991 FH                  | 18 marzo 1991     | R. H. McNaught                   |
| 19171 -              | 1991 FS                  | 17 marzo 1991     | H. Shiozawa, M. Kizawa           |
| 19172 -              | 1991 FC4                 | 22 marzo 1991     | H. Debehogne                     |
| 19173 Virginiaterése | 1991 GE2                 | 15 aprile 1991    | C. S. Shoemaker, E. M. Shoemaker |
| 19174 -              | 1991 NS6                 | 11 luglio 1991    | H. Debehogne                     |
| 19175 Peterpiot      | 1991 PP2                 | 2 agosto 1991     | E. W. Elst                       |
| 19176 -              | 1991 PK3                 | 2 agosto 1991     | E. W. Elst                       |
| 19177 -              | 1991 PJ11                | 9 agosto 1991     | H. E. Holt                       |
| 19178 Walterbothe    | 1991 RV2                 | 9 settembre 1991  | F. Börngen, L. D. Schmadel       |
| 19179 -              | 1991 RK8                 | 12 settembre 1991 | H. E. Holt                       |
| 19180 -              | 1991 RK16                | 15 settembre 1991 | H. E. Holt                       |
| 19181 -              | 1991 SD1                 | 30 settembre 1991 | R. H. McNaught                   |
| 19182 Pitz           | 1991 TX2                 | 7 ottobre 1991    | F. Börngen, L. D. Schmadel       |
| 19183 Amati          | 1991 TB5                 | 5 ottobre 1991    | F. Börngen, L. D. Schmadel       |
| 19184 -              | 1991 TB6                 | 6 ottobre 1991    | A. Mrkos                         |
| 19185 Guarneri       | 1991 TL13                | 4 ottobre 1991    | F. Börngen                       |
| 19186 -              | 1991 VY1                 | 5 novembre 1991   | E. F. Helin                      |
| 19187 -              | 1991 VU2                 | 4 novembre 1991   | S. Otomo                         |
| 19188 Dittebesard    | 1991 YT                  | 30 dicembre 1991  | E. W. Elst                       |
| 19189 Stradivari     | 1991 YE1                 | 28 dicembre 1991  | F. Börngen                       |
| 19190 Morihiroshi    | 1992 AM1                 | 10 gennaio 1992   | T. Hioki, S. Hayakawa            |
| 19191 -              | 1992 DT2                 | 23 febbraio 1992  | Spacewatch                       |
| 19192 -              | 1992 DY5                 | 29 febbraio 1992  | UESAC                            |
| 19193 -              | 1992 DK6                 | 29 febbraio 1992  | UESAC                            |
| 19194 -              | 1992 DG7                 | 29 febbraio 1992  | UESAC                            |
| 19195 -              | 1992 DM7                 | 29 febbraio 1992  | UESAC                            |
| 19196 -              | 1992 DQ7                 | 29 febbraio 1992  | UESAC                            |
| 19197 Akasaki        | 1992 EO                  | 6 marzo 1992      | T. Seki                          |
| 19198 -              | 1992 ED8                 | 2 marzo 1992      | UESAC                            |
| 19199 -              | 1992 FL3                 | 26 marzo 1992     | Spacewatch                       |
| 19200 -              | 1992 GU2                 | 4 aprile 1992     | E. W. Elst                       |

## 19201-19300
| Nome                | Designazione provvisoria | Data di scoperta  | Scopritore                                     |
| ------------------- | ------------------------ | ----------------- | ---------------------------------------------- |
| 19201 -             | 1992 GZ4                 | 4 aprile 1992     | E. W. Elst                                     |
| 19202 -             | 1992 HN                  | 29 aprile 1992    | Spacewatch                                     |
| 19203 -             | 1992 HJ2                 | 27 aprile 1992    | Spacewatch                                     |
| 19204 Joshuatree    | 1992 ME                  | 21 giugno 1992    | J. Mueller                                     |
| 19205 -             | 1992 PT                  | 8 agosto 1992     | E. W. Elst                                     |
| 19206 -             | 1992 PH4                 | 2 agosto 1992     | H. E. Holt                                     |
| 19207 -             | 1992 QS1                 | 24 agosto 1992    | H. E. Holt                                     |
| 19208 Starrfield    | 1992 RW                  | 2 settembre 1992  | F. Börngen, L. D. Schmadel                     |
| 19209 -             | 1992 UW2                 | 25 ottobre 1992   | S. Otomo                                       |
| 19210 Higayoshihiro | 1992 YE4                 | 25 dicembre 1992  | T. Seki                                        |
| 19211 -             | 1993 DM                  | 21 febbraio 1993  | S. Ueda, H. Kaneda                             |
| 19212 -             | 1993 FL18                | 17 marzo 1993     | UESAC                                          |
| 19213 -             | 1993 FF21                | 21 marzo 1993     | UESAC                                          |
| 19214 -             | 1993 FT22                | 21 marzo 1993     | UESAC                                          |
| 19215 -             | 1993 FS29                | 21 marzo 1993     | UESAC                                          |
| 19216 -             | 1993 FA37                | 19 marzo 1993     | UESAC                                          |
| 19217 -             | 1993 FE43                | 19 marzo 1993     | UESAC                                          |
| 19218 -             | 1993 FH49                | 19 marzo 1993     | UESAC                                          |
| 19219 -             | 1993 OH5                 | 20 luglio 1993    | E. W. Elst                                     |
| 19220 -             | 1993 OX11                | 19 luglio 1993    | E. W. Elst                                     |
| 19221 -             | 1993 PD3                 | 14 agosto 1993    | E. W. Elst                                     |
| 19222 -             | 1993 QK1                 | 16 agosto 1993    | E. W. Elst                                     |
| 19223 -             | 1993 QH8                 | 20 agosto 1993    | E. W. Elst                                     |
| 19224 Orosei        | 1993 RJ3                 | 15 settembre 1993 | A. Boattini                                    |
| 19225 -             | 1993 RX5                 | 15 settembre 1993 | E. W. Elst                                     |
| 19226 Peiresc       | 1993 RA8                 | 15 settembre 1993 | E. W. Elst                                     |
| 19227 -             | 1993 RH16                | 15 settembre 1993 | H. Debehogne, E. W. Elst                       |
| 19228 Uemuraikuo    | 1993 SN1                 | 16 settembre 1993 | K. Endate, K. Watanabe                         |
| 19229 -             | 1993 SD5                 | 19 settembre 1993 | E. W. Elst                                     |
| 19230 Sugazi        | 1993 TU                  | 11 ottobre 1993   | K. Endate, K. Watanabe                         |
| 19231 -             | 1993 TL5                 | 9 ottobre 1993    | Spacewatch                                     |
| 19232 -             | 1993 TJ15                | 9 ottobre 1993    | E. W. Elst                                     |
| 19233 -             | 1993 UD7                 | 20 ottobre 1993   | E. W. Elst                                     |
| 19234 Victoriahibbs | 1993 VC1                 | 9 novembre 1993   | E. F. Helin                                    |
| 19235 van Schurman  | 1993 VS4                 | 9 novembre 1993   | E. W. Elst                                     |
| 19236 -             | 1993 XV                  | 11 dicembre 1993  | T. Kobayashi                                   |
| 19237 -             | 1994 AP                  | 4 gennaio 1994    | T. Kobayashi                                   |
| 19238 -             | 1994 AV1                 | 9 gennaio 1994    | H. Shiozawa, T. Urata                          |
| 19239 -             | 1994 AM2                 | 7 gennaio 1994    | H. Shiozawa                                    |
| 19240 -             | 1994 AZ10                | 8 gennaio 1994    | Spacewatch                                     |
| 19241 -             | 1994 BH4                 | 16 gennaio 1994   | E. W. Elst, C. Pollas                          |
| 19242 -             | 1994 CB1                 | 3 febbraio 1994   | S. Otomo                                       |
| 19243 Bunting       | 1994 CD9                 | 10 febbraio 1994  | C. S. Shoemaker, E. M. Shoemaker               |
| 19244 -             | 1994 CX12                | 7 febbraio 1994   | E. W. Elst                                     |
| 19245 -             | 1994 EL2                 | 8 marzo 1994      | E. F. Helin                                    |
| 19246 Megumisasaki  | 1994 EL7                 | 14 marzo 1994     | M. Hirasawa, S. Suzuki                         |
| 19247 -             | 1994 LO1                 | 2 giugno 1994     | Spacewatch                                     |
| 19248 -             | 1994 PT                  | 14 agosto 1994    | T. Kobayashi                                   |
| 19249 -             | 1994 PO25                | 12 agosto 1994    | E. W. Elst                                     |
| 19250 Poullain      | 1994 PF26                | 12 agosto 1994    | E. W. Elst                                     |
| 19251 Totziens      | 1994 RY1                 | 3 settembre 1994  | P. Wild                                        |
| 19252 -             | 1994 RG7                 | 12 settembre 1994 | Spacewatch                                     |
| 19253 -             | 1994 RN28                | 5 settembre 1994  | E. W. Elst                                     |
| 19254 Shojitomoko   | 1994 VD7                 | 11 novembre 1994  | M. Hirasawa, S. Suzuki                         |
| 19255 -             | 1994 VK8                 | 8 novembre 1994   | A. Fitzsimmons, D. O'Ceallaigh, I. P. Williams |
| 19256 -             | 1994 WA4                 | 28 novembre 1994  | S. Ueda, H. Kaneda                             |
| 19257 -             | 1995 DS5                 | 22 febbraio 1995  | Spacewatch                                     |
| 19258 Gongyi        | 1995 FT20                | 24 marzo 1995     | Beijing Schmidt CCD Asteroid Program           |
| 19259 -             | 1995 GB                  | 1 aprile 1995     | T. Kobayashi                                   |
| 19260 -             | 1995 GT                  | 4 aprile 1995     | S. Otomo                                       |
| 19261 -             | 1995 MB                  | 21 giugno 1995    | R. H. McNaught                                 |
| 19262 Lucarubini    | 1995 OB1                 | 29 luglio 1995    | A. Vagnozzi                                    |
| 19263 Lavater       | 1995 OH10                | 21 luglio 1995    | F. Börngen                                     |
| 19264 -             | 1995 SE10                | 17 settembre 1995 | Spacewatch                                     |
| 19265 -             | 1995 SD24                | 19 settembre 1995 | Spacewatch                                     |
| 19266 -             | 1995 TF1                 | 14 ottobre 1995   | Beijing Schmidt CCD Asteroid Program           |
| 19267 -             | 1995 TB8                 | 15 ottobre 1995   | Spacewatch                                     |
| 19268 Morstadt      | 1995 UZ                  | 21 ottobre 1995   | P. Pravec                                      |
| 19269 -             | 1995 UQ11                | 17 ottobre 1995   | Spacewatch                                     |
| 19270 -             | 1995 VS8                 | 14 novembre 1995  | Spacewatch                                     |
| 19271 -             | 1995 VG13                | 15 novembre 1995  | Spacewatch                                     |
| 19272 -             | 1995 WO15                | 17 novembre 1995  | Spacewatch                                     |
| 19273 -             | 1995 XJ                  | 10 dicembre 1995  | Kleť                                           |
| 19274 -             | 1995 XA1                 | 15 dicembre 1995  | T. Kobayashi                                   |
| 19275 -             | 1995 XF1                 | 15 dicembre 1995  | T. Kobayashi                                   |
| 19276 -             | 1995 XS4                 | 14 dicembre 1995  | Spacewatch                                     |
| 19277 -             | 1995 YD                  | 17 dicembre 1995  | T. Kobayashi                                   |
| 19278 -             | 1995 YN                  | 19 dicembre 1995  | T. Kobayashi                                   |
| 19279 -             | 1995 YC4                 | 28 dicembre 1995  | AMOS                                           |
| 19280 -             | 1996 AV                  | 11 gennaio 1996   | T. Kobayashi                                   |
| 19281 -             | 1996 AP3                 | 14 gennaio 1996   | AMOS                                           |
| 19282 Zhangcunhao   | 1996 AM15                | 14 gennaio 1996   | Beijing Schmidt CCD Asteroid Program           |
| 19283 -             | 1996 BJ2                 | 26 gennaio 1996   | T. Kobayashi                                   |
| 19284 -             | 1996 BU3                 | 27 gennaio 1996   | T. Kobayashi                                   |
| 19285 -             | 1996 CM9                 | 12 febbraio 1996  | S. Ueda, H. Kaneda                             |
| 19286 -             | 1996 DU                  | 19 febbraio 1996  | T. Kobayashi                                   |
| 19287 Paronelli     | 1996 DH1                 | 22 febbraio 1996  | M. Cavagna, A. Testa                           |
| 19288 Egami         | 1996 FJ5                 | 20 marzo 1996     | K. Endate, K. Watanabe                         |
| 19289 -             | 1996 HY12                | 17 aprile 1996    | E. W. Elst                                     |
| 19290 Schroeder     | 1996 JR1                 | 15 maggio 1996    | NEAT                                           |
| 19291 Karelzeman    | 1996 LF                  | 6 giugno 1996     | P. Pravec, L. Šarounová                        |
| 19292 -             | 1996 NG5                 | 14 luglio 1996    | E. W. Elst                                     |
| 19293 Dedekind      | 1996 OF                  | 18 luglio 1996    | P. G. Comba                                    |
| 19294 Weymouth      | 1996 PF                  | 6 agosto 1996     | R. Linderholm                                  |
| 19295 -             | 1996 RC1                 | 10 settembre 1996 | NEAT                                           |
| 19296 -             | 1996 RO4                 | 13 settembre 1996 | NEAT                                           |
| 19297 -             | 1996 RS24                | 8 settembre 1996  | Spacewatch                                     |
| 19298 Zhongkeda     | 1996 SU4                 | 20 settembre 1996 | Beijing Schmidt CCD Asteroid Program           |
| 19299 -             | 1996 SZ4                 | 16 settembre 1996 | A. Fitzsimmons, M. J. Irwin, I. P. Williams    |
| 19300 Xinglong      | 1996 SH6                 | 18 settembre 1996 | Beijing Schmidt CCD Asteroid Program           |

## 19301-19400
| Nome                  | Designazione provvisoria | Data di scoperta  | Scopritore                              |
| --------------------- | ------------------------ | ----------------- | --------------------------------------- |
| 19301 -               | 1996 SF8                 | 21 settembre 1996 | Beijing Schmidt CCD Asteroid Program    |
| 19302 -               | 1996 TD                  | 1 ottobre 1996    | L. Kamél, K. Lundgren                   |
| 19303 Chinacyo        | 1996 TP1                 | 5 ottobre 1996    | K. Endate, K. Watanabe                  |
| 19304 Yoshidaseiko    | 1996 TQ1                 | 5 ottobre 1996    | K. Endate, K. Watanabe                  |
| 19305 -               | 1996 TH10                | 9 ottobre 1996    | S. Ueda, H. Kaneda                      |
| 19306 Voves           | 1996 TN12                | 12 ottobre 1996   | A. Vagnozzi                             |
| 19307 Hanayama        | 1996 TG13                | 14 ottobre 1996   | K. Endate, K. Watanabe                  |
| 19308 -               | 1996 TO66                | 12 ottobre 1996   | C. A. Trujillo, D. C. Jewitt, J. X. Luu |
| 19309 -               | 1996 UK1                 | 20 ottobre 1996   | F. Uto                                  |
| 19310 Osawa           | 1996 VF1                 | 4 novembre 1996   | I. Sato, H. Fukushima                   |
| 19311 -               | 1996 VF3                 | 12 novembre 1996  | D. di Cicco                             |
| 19312 -               | 1996 VR7                 | 15 novembre 1996  | Y. Shimizu, T. Urata                    |
| 19313 Shibatakazunari | 1996 VF8                 | 6 novembre 1996   | K. Endate, K. Watanabe                  |
| 19314 Nakamuratetsu   | 1996 VT8                 | 7 novembre 1996   | K. Endate, K. Watanabe                  |
| 19315 Aizunisshinkan  | 1996 VY8                 | 7 novembre 1996   | K. Endate, K. Watanabe                  |
| 19316 -               | 1996 WB                  | 16 novembre 1996  | T. Kobayashi                            |
| 19317 -               | 1996 WS1                 | 30 novembre 1996  | T. Kobayashi                            |
| 19318 Somanah         | 1996 XB2                 | 2 dicembre 1996   | F. Manca, M. Cavagna                    |
| 19319 -               | 1996 XX2                 | 3 dicembre 1996   | T. Kobayashi                            |
| 19320 -               | 1996 XB6                 | 7 dicembre 1996   | T. Kobayashi                            |
| 19321 -               | 1996 XY7                 | 1 dicembre 1996   | Spacewatch                              |
| 19322 -               | 1996 XQ11                | 4 dicembre 1996   | Spacewatch                              |
| 19323 -               | 1996 XM13                | 9 dicembre 1996   | D. di Cicco                             |
| 19324 -               | 1996 XA18                | 7 dicembre 1996   | Spacewatch                              |
| 19325 -               | 1996 XC18                | 7 dicembre 1996   | Spacewatch                              |
| 19326 -               | 1996 XD19                | 8 dicembre 1996   | T. Kobayashi                            |
| 19327 -               | 1996 XH19                | 8 dicembre 1996   | T. Kobayashi                            |
| 19328 -               | 1996 XY28                | 12 dicembre 1996  | Spacewatch                              |
| 19329 -               | 1996 XZ30                | 14 dicembre 1996  | T. Kobayashi                            |
| 19330 -               | 1996 XJ31                | 14 dicembre 1996  | T. Kobayashi                            |
| 19331 Stefanovitale   | 1996 XL33                | 4 dicembre 1996   | U. Munari, M. Tombelli                  |
| 19332 -               | 1996 YQ1                 | 18 dicembre 1996  | Beijing Schmidt CCD Asteroid Program    |
| 19333 -               | 1996 YT1                 | 19 dicembre 1996  | Beijing Schmidt CCD Asteroid Program    |
| 19334 -               | 1996 YV1                 | 19 dicembre 1996  | Beijing Schmidt CCD Asteroid Program    |
| 19335 -               | 1996 YL2                 | 28 dicembre 1996  | T. Kobayashi                            |
| 19336 -               | 1997 AF                  | 2 gennaio 1997    | T. Kobayashi                            |
| 19337 -               | 1997 AT                  | 2 gennaio 1997    | T. Kobayashi                            |
| 19338 -               | 1997 AB2                 | 3 gennaio 1997    | T. Kobayashi                            |
| 19339 -               | 1997 AF4                 | 6 gennaio 1997    | T. Kobayashi                            |
| 19340 -               | 1997 AV4                 | 6 gennaio 1997    | T. Kobayashi                            |
| 19341 -               | 1997 AQ5                 | 7 gennaio 1997    | T. Kobayashi                            |
| 19342 -               | 1997 AA7                 | 9 gennaio 1997    | T. Kobayashi                            |
| 19343 -               | 1997 AR7                 | 5 gennaio 1997    | Beijing Schmidt CCD Asteroid Program    |
| 19344 -               | 1997 AD14                | 2 gennaio 1997    | Beijing Schmidt CCD Asteroid Program    |
| 19345 -               | 1997 BV2                 | 30 gennaio 1997   | T. Kobayashi                            |
| 19346 -               | 1997 CG1                 | 1 febbraio 1997   | T. Kobayashi                            |
| 19347 -               | 1997 CH9                 | 1 febbraio 1997   | Spacewatch                              |
| 19348 Cueca           | 1997 CL12                | 3 febbraio 1997   | Spacewatch                              |
| 19349 Denjoy          | 1997 CF22                | 13 febbraio 1997  | P. G. Comba                             |
| 19350 -               | 1997 CU28                | 6 febbraio 1997   | Beijing Schmidt CCD Asteroid Program    |
| 19351 -               | 1997 EK                  | 1 marzo 1997      | T. Kobayashi                            |
| 19352 -               | 1997 EL                  | 1 marzo 1997      | T. Kobayashi                            |
| 19353 Pierrethierry   | 1997 EQ30                | 10 marzo 1997     | C. Buil                                 |
| 19354 Fredkoehler     | 1997 FS2                 | 31 marzo 1997     | LINEAR                                  |
| 19355 Merpalehmann    | 1997 FU2                 | 31 marzo 1997     | LINEAR                                  |
| 19356 -               | 1997 GH3                 | 6 aprile 1997     | NEAT                                    |
| 19357 -               | 1997 GZ7                 | 2 aprile 1997     | LINEAR                                  |
| 19358 -               | 1997 GO23                | 6 aprile 1997     | LINEAR                                  |
| 19359 -               | 1997 GB35                | 3 aprile 1997     | LINEAR                                  |
| 19360 -               | 1997 JS12                | 3 maggio 1997     | E. W. Elst                              |
| 19361 -               | 1997 KH4                 | 31 maggio 1997    | Spacewatch                              |
| 19362 -               | 1997 MX3                 | 28 giugno 1997    | LINEAR                                  |
| 19363 -               | 1997 OL2                 | 31 luglio 1997    | ODAS                                    |
| 19364 Semafor         | 1997 SM1                 | 21 settembre 1997 | L. Šarounová                            |
| 19365 -               | 1997 VL5                 | 8 novembre 1997   | T. Kobayashi                            |
| 19366 Sudingqiang     | 1997 VZ7                 | 6 novembre 1997   | Beijing Schmidt CCD Asteroid Program    |
| 19367 Pink Floyd      | 1997 XW3                 | 3 dicembre 1997   | ODAS                                    |
| 19368 -               | 1997 XZ4                 | 6 dicembre 1997   | ODAS                                    |
| 19369 -               | 1997 YO                  | 20 dicembre 1997  | T. Kobayashi                            |
| 19370 Yukyung         | 1997 YY8                 | 25 dicembre 1997  | NEAT                                    |
| 19371 -               | 1997 YP11                | 27 dicembre 1997  | T. Kagawa, T. Urata                     |
| 19372 -               | 1997 YP13                | 31 dicembre 1997  | T. Kobayashi                            |
| 19373 -               | 1997 YC14                | 31 dicembre 1997  | T. Kobayashi                            |
| 19374 -               | 1997 YG17                | 27 dicembre 1997  | Spacewatch                              |
| 19375 -               | 1998 AB5                 | 6 gennaio 1998    | F. B. Zoltowski                         |
| 19376 -               | 1998 BE1                 | 19 gennaio 1998   | T. Kobayashi                            |
| 19377 -               | 1998 BE4                 | 21 gennaio 1998   | Y. Shimizu, T. Urata                    |
| 19378 -               | 1998 BB7                 | 24 gennaio 1998   | T. Kobayashi                            |
| 19379 Labrecque       | 1998 BR7                 | 24 gennaio 1998   | NEAT                                    |
| 19380 -               | 1998 BB11                | 23 gennaio 1998   | LINEAR                                  |
| 19381 -               | 1998 BB15                | 24 gennaio 1998   | NEAT                                    |
| 19382 -               | 1998 BH25                | 28 gennaio 1998   | T. Kobayashi                            |
| 19383 Rolling Stones  | 1998 BZ32                | 29 gennaio 1998   | ODAS                                    |
| 19384 Winton          | 1998 CP1                 | 6 febbraio 1998   | J. Tichá, M. Tichý                      |
| 19385 -               | 1998 CE4                 | 13 febbraio 1998  | Beijing Schmidt CCD Asteroid Program    |
| 19386 Axelcronstedt   | 1998 CR4                 | 6 febbraio 1998   | E. W. Elst                              |
| 19387 -               | 1998 DA2                 | 18 febbraio 1998  | F. B. Zoltowski                         |
| 19388 -               | 1998 DQ3                 | 22 febbraio 1998  | NEAT                                    |
| 19389 -               | 1998 DD14                | 27 febbraio 1998  | ODAS                                    |
| 19390 Deledda         | 1998 DK14                | 24 febbraio 1998  | Farra d'Isonzo                          |
| 19391 -               | 1998 DR15                | 22 febbraio 1998  | NEAT                                    |
| 19392 Oyamada         | 1998 DW31                | 22 febbraio 1998  | T. Okuni                                |
| 19393 Davidthompson   | 1998 DT33                | 27 febbraio 1998  | E. W. Elst                              |
| 19394 -               | 1998 DA34                | 27 febbraio 1998  | E. W. Elst                              |
| 19395 Barrera         | 1998 EP1                 | 2 marzo 1998      | ODAS                                    |
| 19396 -               | 1998 EV1                 | 2 marzo 1998      | ODAS                                    |
| 19397 Lagarini        | 1998 ER3                 | 3 marzo 1998      | ODAS                                    |
| 19398 Creedence       | 1998 EM8                 | 2 marzo 1998      | P. Sicoli, P. Ghezzi                    |
| 19399 -               | 1998 EP10                | 1 marzo 1998      | E. W. Elst                              |
| 19400 Emileclaus      | 1998 EC11                | 1 marzo 1998      | E. W. Elst                              |

## 19401-19500
| Nome                 | Designazione provvisoria | Data di scoperta | Scopritore      |
| -------------------- | ------------------------ | ---------------- | --------------- |
| 19401 -              | 1998 ES11                | 1 marzo 1998     | E. W. Elst      |
| 19402 -              | 1998 EG14                | 1 marzo 1998     | E. W. Elst      |
| 19403 -              | 1998 FA1                 | 18 marzo 1998    | Spacewatch      |
| 19404 -              | 1998 FO5                 | 24 marzo 1998    | F. B. Zoltowski |
| 19405 -              | 1998 FT8                 | 21 marzo 1998    | Spacewatch      |
| 19406 -              | 1998 FM10                | 24 marzo 1998    | ODAS            |
| 19407 Standing Bear  | 1998 FG11                | 25 marzo 1998    | R. Linderholm   |
| 19408 -              | 1998 FM11                | 22 marzo 1998    | T. Kobayashi    |
| 19409 -              | 1998 FA12                | 24 marzo 1998    | NEAT            |
| 19410 Guisard        | 1998 FW14                | 26 marzo 1998    | ODAS            |
| 19411 Collinarnold   | 1998 FJ22                | 20 marzo 1998    | LINEAR          |
| 19412 -              | 1998 FC24                | 20 marzo 1998    | LINEAR          |
| 19413 Grantlewis     | 1998 FB30                | 20 marzo 1998    | LINEAR          |
| 19414 -              | 1998 FP32                | 20 marzo 1998    | LINEAR          |
| 19415 Parvamenon     | 1998 FC34                | 20 marzo 1998    | LINEAR          |
| 19416 Benglass       | 1998 FM34                | 20 marzo 1998    | LINEAR          |
| 19417 Madelynho      | 1998 FG40                | 20 marzo 1998    | LINEAR          |
| 19418 -              | 1998 FL49                | 20 marzo 1998    | LINEAR          |
| 19419 Pinkham        | 1998 FO49                | 20 marzo 1998    | LINEAR          |
| 19420 Vivekbuch      | 1998 FB54                | 20 marzo 1998    | LINEAR          |
| 19421 Zachulett      | 1998 FD56                | 20 marzo 1998    | LINEAR          |
| 19422 -              | 1998 FV56                | 20 marzo 1998    | LINEAR          |
| 19423 Hefter         | 1998 FD58                | 20 marzo 1998    | LINEAR          |
| 19424 Andrewsong     | 1998 FH61                | 20 marzo 1998    | LINEAR          |
| 19425 Nicholasrapp   | 1998 FW61                | 20 marzo 1998    | LINEAR          |
| 19426 Leal           | 1998 FP65                | 20 marzo 1998    | LINEAR          |
| 19427 -              | 1998 FJ66                | 20 marzo 1998    | LINEAR          |
| 19428 Gracehsu       | 1998 FU66                | 20 marzo 1998    | LINEAR          |
| 19429 Grubaugh       | 1998 FD69                | 20 marzo 1998    | LINEAR          |
| 19430 Kristinaufer   | 1998 FO69                | 20 marzo 1998    | LINEAR          |
| 19431 -              | 1998 FS70                | 20 marzo 1998    | LINEAR          |
| 19432 -              | 1998 FL71                | 20 marzo 1998    | LINEAR          |
| 19433 Naftz          | 1998 FG72                | 20 marzo 1998    | LINEAR          |
| 19434 Bahuffman      | 1998 FD75                | 24 marzo 1998    | LINEAR          |
| 19435 -              | 1998 FN75                | 24 marzo 1998    | LINEAR          |
| 19436 Marycole       | 1998 FR76                | 24 marzo 1998    | LINEAR          |
| 19437 Jennyblank     | 1998 FQ79                | 24 marzo 1998    | LINEAR          |
| 19438 Khaki          | 1998 FF83                | 24 marzo 1998    | LINEAR          |
| 19439 Allisontjong   | 1998 FB91                | 24 marzo 1998    | LINEAR          |
| 19440 Sumatijain     | 1998 FN103               | 31 marzo 1998    | LINEAR          |
| 19441 Trucpham       | 1998 FJ105               | 31 marzo 1998    | LINEAR          |
| 19442 Brianrice      | 1998 FM106               | 31 marzo 1998    | LINEAR          |
| 19443 Yanzhong       | 1998 FE109               | 31 marzo 1998    | LINEAR          |
| 19444 Addicott       | 1998 FT109               | 31 marzo 1998    | LINEAR          |
| 19445 -              | 1998 FE112               | 31 marzo 1998    | LINEAR          |
| 19446 Muroski        | 1998 FX113               | 31 marzo 1998    | LINEAR          |
| 19447 Jessicapearl   | 1998 FD114               | 31 marzo 1998    | LINEAR          |
| 19448 Jenniferling   | 1998 FJ122               | 20 marzo 1998    | LINEAR          |
| 19449 -              | 1998 FE125               | 24 marzo 1998    | LINEAR          |
| 19450 Sussman        | 1998 FF125               | 24 marzo 1998    | LINEAR          |
| 19451 -              | 1998 FP125               | 31 marzo 1998    | LINEAR          |
| 19452 Keeney         | 1998 FX125               | 31 marzo 1998    | LINEAR          |
| 19453 Murdochorne    | 1998 FM126               | 28 marzo 1998    | J. Broughton    |
| 19454 Henrymarr      | 1998 FX127               | 25 marzo 1998    | LINEAR          |
| 19455 -              | 1998 FJ145               | 24 marzo 1998    | LINEAR          |
| 19456 Pimdouglas     | 1998 HU5                 | 21 aprile 1998   | ODAS            |
| 19457 Robcastillo    | 1998 HE6                 | 21 aprile 1998   | ODAS            |
| 19458 Legault        | 1998 HE8                 | 21 aprile 1998   | M. Bœuf         |
| 19459 -              | 1998 HM11                | 18 aprile 1998   | Spacewatch      |
| 19460 -              | 1998 HW13                | 18 aprile 1998   | LINEAR          |
| 19461 Feingold       | 1998 HZ16                | 18 aprile 1998   | LINEAR          |
| 19462 Ulissedini     | 1998 HE20                | 27 aprile 1998   | P. G. Comba     |
| 19463 Emilystoll     | 1998 HY29                | 20 aprile 1998   | LINEAR          |
| 19464 Ciarabarr      | 1998 HZ29                | 20 aprile 1998   | LINEAR          |
| 19465 Amandarusso    | 1998 HA32                | 20 aprile 1998   | LINEAR          |
| 19466 Darcydiegel    | 1998 HQ34                | 20 aprile 1998   | LINEAR          |
| 19467 Amandanagy     | 1998 HU39                | 20 aprile 1998   | LINEAR          |
| 19468 -              | 1998 HO45                | 20 aprile 1998   | LINEAR          |
| 19469 -              | 1998 HV45                | 20 aprile 1998   | LINEAR          |
| 19470 Wenpingchen    | 1998 HE52                | 30 aprile 1998   | LONEOS          |
| 19471 -              | 1998 HK52                | 25 aprile 1998   | F. B. Zoltowski |
| 19472 -              | 1998 HL52                | 27 aprile 1998   | F. B. Zoltowski |
| 19473 Marygardner    | 1998 HE60                | 21 aprile 1998   | LINEAR          |
| 19474 -              | 1998 HJ80                | 21 aprile 1998   | LINEAR          |
| 19475 Mispagel       | 1998 HA91                | 21 aprile 1998   | LINEAR          |
| 19476 Denduluri      | 1998 HQ94                | 21 aprile 1998   | LINEAR          |
| 19477 Teresajentz    | 1998 HB95                | 21 aprile 1998   | LINEAR          |
| 19478 Jaimeflores    | 1998 HY96                | 21 aprile 1998   | LINEAR          |
| 19479 -              | 1998 HG97                | 21 aprile 1998   | LINEAR          |
| 19480 -              | 1998 HJ100               | 21 aprile 1998   | LINEAR          |
| 19481 -              | 1998 HX101               | 25 aprile 1998   | E. W. Elst      |
| 19482 Harperlee      | 1998 HL102               | 25 aprile 1998   | E. W. Elst      |
| 19483 -              | 1998 HA116               | 23 aprile 1998   | LINEAR          |
| 19484 Vanessaspini   | 1998 HF121               | 23 aprile 1998   | LINEAR          |
| 19485 -              | 1998 HC122               | 23 aprile 1998   | LINEAR          |
| 19486 -              | 1998 HW122               | 23 aprile 1998   | LINEAR          |
| 19487 Rosscoleman    | 1998 HO124               | 23 aprile 1998   | LINEAR          |
| 19488 Abramcoley     | 1998 HW125               | 23 aprile 1998   | LINEAR          |
| 19489 -              | 1998 HL149               | 25 aprile 1998   | E. W. Elst      |
| 19490 -              | 1998 HC150               | 19 aprile 1998   | Spacewatch      |
| 19491 -              | 1998 HG153               | 24 aprile 1998   | LINEAR          |
| 19492 -              | 1998 JT                  | 1 maggio 1998    | NEAT            |
| 19493 -              | 1998 JY1                 | 1 maggio 1998    | NEAT            |
| 19494 Gerbs          | 1998 KJ8                 | 23 maggio 1998   | LONEOS          |
| 19495 Terentyeva     | 1998 KZ8                 | 23 maggio 1998   | LONEOS          |
| 19496 Josephbarone   | 1998 KC32                | 22 maggio 1998   | LINEAR          |
| 19497 Pineda         | 1998 KN32                | 22 maggio 1998   | LINEAR          |
| 19498 -              | 1998 KG38                | 22 maggio 1998   | LINEAR          |
| 19499 Eugenybiryukov | 1998 KR42                | 27 maggio 1998   | LONEOS          |
| 19500 Hillaryfultz   | 1998 KF49                | 23 maggio 1998   | LINEAR          |

## 19501-19600
| Nome                | Designazione provvisoria | Data di scoperta  | Scopritore               |
| ------------------- | ------------------------ | ----------------- | ------------------------ |
| 19501 -             | 1998 KC50                | 23 maggio 1998    | LINEAR                   |
| 19502 -             | 1998 KB51                | 23 maggio 1998    | LINEAR                   |
| 19503 -             | 1998 KE65                | 22 maggio 1998    | LINEAR                   |
| 19504 Vladalekseev  | 1998 LL2                 | 1 giugno 1998     | E. W. Elst               |
| 19505 -             | 1998 MC                  | 16 giugno 1998    | F. B. Zoltowski          |
| 19506 Angellopez    | 1998 MN4                 | 18 giugno 1998    | A. López, R. Pacheco     |
| 19507 -             | 1998 MZ13                | 19 giugno 1998    | ODAS                     |
| 19508 -             | 1998 MC17                | 27 giugno 1998    | Spacewatch               |
| 19509 Niigata       | 1998 MG38                | 29 giugno 1998    | LONEOS                   |
| 19510 -             | 1998 MV42                | 26 giugno 1998    | E. W. Elst               |
| 19511 -             | 1998 MC45                | 19 giugno 1998    | LINEAR                   |
| 19512 -             | 1998 QU2                 | 17 agosto 1998    | LINEAR                   |
| 19513 -             | 1998 QN7                 | 17 agosto 1998    | LINEAR                   |
| 19514 -             | 1998 QB75                | 24 agosto 1998    | LINEAR                   |
| 19515 -             | 1998 QM76                | 24 agosto 1998    | LINEAR                   |
| 19516 -             | 1998 QF80                | 24 agosto 1998    | LINEAR                   |
| 19517 Robertocarlos | 1998 SK164               | 18 settembre 1998 | E. W. Elst               |
| 19518 Moulding      | 1998 VZ13                | 10 novembre 1998  | LINEAR                   |
| 19519 -             | 1998 WB8                 | 18 novembre 1998  | S. Ueda, H. Kaneda       |
| 19520 -             | 1998 WC24                | 25 novembre 1998  | LINEAR                   |
| 19521 Chaos         | 1998 WH24                | 19 novembre 1998  | Deep Ecliptic Survey     |
| 19522 -             | 1998 XQ83                | 15 dicembre 1998  | LINEAR                   |
| 19523 Paolofrisi    | 1998 YX3                 | 18 dicembre 1998  | Osservatorio San Vittore |
| 19524 Acaciacoleman | 1998 YB7                 | 23 dicembre 1998  | E. E. Sheridan           |
| 19525 -             | 1999 CO                  | 5 febbraio 1999   | T. Kobayashi             |
| 19526 -             | 1999 FS7                 | 20 marzo 1999     | LINEAR                   |
| 19527 -             | 1999 FN30                | 19 marzo 1999     | LINEAR                   |
| 19528 Delloro       | 1999 GB1                 | 4 aprile 1999     | G. D'Abramo, A. Boattini |
| 19529 -             | 1999 GQ15                | 15 aprile 1999    | Spacewatch               |
| 19530 -             | 1999 GQ23                | 6 aprile 1999     | LINEAR                   |
| 19531 Charton       | 1999 GM32                | 7 aprile 1999     | LINEAR                   |
| 19532 -             | 1999 GB34                | 6 aprile 1999     | LINEAR                   |
| 19533 Garrison      | 1999 GM35                | 7 aprile 1999     | LINEAR                   |
| 19534 Miyagi        | 1999 GL47                | 6 aprile 1999     | LONEOS                   |
| 19535 Rowanatkinson | 1999 HF3                 | 24 aprile 1999    | J. Broughton             |
| 19536 -             | 1999 JM4                 | 10 maggio 1999    | LINEAR                   |
| 19537 -             | 1999 JL8                 | 12 maggio 1999    | LINEAR                   |
| 19538 -             | 1999 JD12                | 13 maggio 1999    | LINEAR                   |
| 19539 Anaverdu      | 1999 JO14                | 14 maggio 1999    | J. Nomen                 |
| 19540 -             | 1999 JF23                | 10 maggio 1999    | LINEAR                   |
| 19541 -             | 1999 JA27                | 10 maggio 1999    | LINEAR                   |
| 19542 Lindperkins   | 1999 JL27                | 10 maggio 1999    | LINEAR                   |
| 19543 Burgoyne      | 1999 JR30                | 10 maggio 1999    | LINEAR                   |
| 19544 Avramkottke   | 1999 JN33                | 10 maggio 1999    | LINEAR                   |
| 19545 -             | 1999 JY33                | 10 maggio 1999    | LINEAR                   |
| 19546 -             | 1999 JN34                | 10 maggio 1999    | LINEAR                   |
| 19547 Collier       | 1999 JP57                | 10 maggio 1999    | LINEAR                   |
| 19548 -             | 1999 JJ58                | 10 maggio 1999    | LINEAR                   |
| 19549 -             | 1999 JS58                | 10 maggio 1999    | LINEAR                   |
| 19550 Samabates     | 1999 JP61                | 10 maggio 1999    | LINEAR                   |
| 19551 Peterborden   | 1999 JL62                | 10 maggio 1999    | LINEAR                   |
| 19552 -             | 1999 JJ68                | 12 maggio 1999    | LINEAR                   |
| 19553 -             | 1999 JF71                | 12 maggio 1999    | LINEAR                   |
| 19554 -             | 1999 JU74                | 12 maggio 1999    | LINEAR                   |
| 19555 -             | 1999 JO77                | 12 maggio 1999    | LINEAR                   |
| 19556 -             | 1999 JV77                | 12 maggio 1999    | LINEAR                   |
| 19557 -             | 1999 JC79                | 13 maggio 1999    | LINEAR                   |
| 19558 -             | 1999 JK80                | 12 maggio 1999    | LINEAR                   |
| 19559 -             | 1999 JY80                | 12 maggio 1999    | LINEAR                   |
| 19560 -             | 1999 JH81                | 14 maggio 1999    | LINEAR                   |
| 19561 -             | 1999 JK81                | 14 maggio 1999    | LINEAR                   |
| 19562 -             | 1999 JM81                | 14 maggio 1999    | LINEAR                   |
| 19563 Brzezinska    | 1999 JB124               | 14 maggio 1999    | LINEAR                   |
| 19564 Ajburnetti    | 1999 JP126               | 13 maggio 1999    | LINEAR                   |
| 19565 -             | 1999 KF4                 | 20 maggio 1999    | LINEAR                   |
| 19566 -             | 1999 KO6                 | 23 maggio 1999    | F. B. Zoltowski          |
| 19567 -             | 1999 KS7                 | 20 maggio 1999    | LINEAR                   |
| 19568 Rachelmarie   | 1999 KY14                | 18 maggio 1999    | LINEAR                   |
| 19569 -             | 1999 KM15                | 20 maggio 1999    | LINEAR                   |
| 19570 Jessedouglas  | 1999 LH6                 | 13 giugno 1999    | P. G. Comba              |
| 19571 -             | 1999 LA7                 | 8 giugno 1999     | Spacewatch               |
| 19572 Leahmarie     | 1999 LE11                | 8 giugno 1999     | LINEAR                   |
| 19573 Cummings      | 1999 LW13                | 9 giugno 1999     | LINEAR                   |
| 19574 Davidedwards  | 1999 LQ21                | 9 giugno 1999     | LINEAR                   |
| 19575 Feeny         | 1999 LB22                | 9 giugno 1999     | LINEAR                   |
| 19576 -             | 1999 LP22                | 9 giugno 1999     | LINEAR                   |
| 19577 Bobbyfisher   | 1999 LP26                | 9 giugno 1999     | LINEAR                   |
| 19578 Kirkdouglas   | 1999 MO                  | 20 giugno 1999    | J. Broughton             |
| 19579 -             | 1999 MB1                 | 23 giugno 1999    | F. B. Zoltowski          |
| 19580 -             | 1999 ND                  | 4 luglio 1999     | K. Korlević              |
| 19581 -             | 1999 NC3                 | 13 luglio 1999    | LINEAR                   |
| 19582 Blow          | 1999 NL4                 | 13 luglio 1999    | J. Broughton             |
| 19583 -             | 1999 NT4                 | 12 luglio 1999    | K. Korlević              |
| 19584 Sarahgerin    | 1999 NZ6                 | 13 luglio 1999    | LINEAR                   |
| 19585 Zachopkins    | 1999 NU7                 | 13 luglio 1999    | LINEAR                   |
| 19586 -             | 1999 NA10                | 13 luglio 1999    | LINEAR                   |
| 19587 Keremane      | 1999 NG11                | 13 luglio 1999    | LINEAR                   |
| 19588 -             | 1999 NL11                | 13 luglio 1999    | LINEAR                   |
| 19589 Kirkland      | 1999 NZ14                | 14 luglio 1999    | LINEAR                   |
| 19590 -             | 1999 NG18                | 14 luglio 1999    | LINEAR                   |
| 19591 Michaelklein  | 1999 NW21                | 14 luglio 1999    | LINEAR                   |
| 19592 -             | 1999 NZ22                | 14 luglio 1999    | LINEAR                   |
| 19593 Justinkoh     | 1999 NZ29                | 14 luglio 1999    | LINEAR                   |
| 19594 -             | 1999 NL31                | 14 luglio 1999    | LINEAR                   |
| 19595 Lafer-Sousa   | 1999 NW31                | 14 luglio 1999    | LINEAR                   |
| 19596 Spegorlarson  | 1999 NX31                | 14 luglio 1999    | LINEAR                   |
| 19597 Ryanlee       | 1999 NJ32                | 14 luglio 1999    | LINEAR                   |
| 19598 Luttrell      | 1999 NL39                | 14 luglio 1999    | LINEAR                   |
| 19599 Brycemelton   | 1999 NX40                | 14 luglio 1999    | LINEAR                   |
| 19600 -             | 1999 NV41                | 14 luglio 1999    | LINEAR                   |

## 19601-19700
| Nome               | Designazione provvisoria | Data di scoperta  | Scopritore        |
| ------------------ | ------------------------ | ----------------- | ----------------- |
| 19601 -            | 1999 ND42                | 14 luglio 1999    | LINEAR            |
| 19602 Austinminor  | 1999 NK42                | 14 luglio 1999    | LINEAR            |
| 19603 Monier       | 1999 NF48                | 13 luglio 1999    | LINEAR            |
| 19604 -            | 1999 NY48                | 13 luglio 1999    | LINEAR            |
| 19605 -            | 1999 NU52                | 12 luglio 1999    | LINEAR            |
| 19606 -            | 1999 NV54                | 12 luglio 1999    | LINEAR            |
| 19607 -            | 1999 NF55                | 12 luglio 1999    | LINEAR            |
| 19608 -            | 1999 NC57                | 12 luglio 1999    | LINEAR            |
| 19609 -            | 1999 ND57                | 12 luglio 1999    | LINEAR            |
| 19610 -            | 1999 NR60                | 13 luglio 1999    | LINEAR            |
| 19611 -            | 1999 NP64                | 14 luglio 1999    | LINEAR            |
| 19612 Noordung     | 1999 OO                  | 17 luglio 1999    | Črni Vrh          |
| 19613 -            | 1999 OX                  | 19 luglio 1999    | Kleť              |
| 19614 Montelongo   | 1999 OV1                 | 16 luglio 1999    | LINEAR            |
| 19615 -            | 1999 OB3                 | 22 luglio 1999    | LINEAR            |
| 19616 -            | 1999 OS3                 | 24 luglio 1999    | Perth Observatory |
| 19617 Duhamel      | 1999 PH1                 | 8 agosto 1999     | P. G. Comba       |
| 19618 Maša         | 1999 PN3                 | 11 agosto 1999    | J. Skvarc         |
| 19619 Bethbell     | 1999 QA                  | 16 agosto 1999    | G. Bell           |
| 19620 Auckland     | 1999 QG                  | 18 agosto 1999    | Auckland          |
| 19621 -            | 1999 RE1                 | 4 settembre 1999  | T. Kagawa         |
| 19622 -            | 1999 RY2                 | 6 settembre 1999  | K. Korlević       |
| 19623 -            | 1999 RS3                 | 4 settembre 1999  | CSS               |
| 19624 -            | 1999 RJ10                | 7 settembre 1999  | LINEAR            |
| 19625 Ovaitt       | 1999 RT11                | 7 settembre 1999  | LINEAR            |
| 19626 -            | 1999 RJ16                | 7 settembre 1999  | LINEAR            |
| 19627 -            | 1999 RU16                | 7 settembre 1999  | LINEAR            |
| 19628 -            | 1999 RD22                | 7 settembre 1999  | LINEAR            |
| 19629 Serra        | 1999 RV31                | 8 settembre 1999  | A. Klotz          |
| 19630 Janebell     | 1999 RT33                | 2 settembre 1999  | G. Bell           |
| 19631 Greensleeves | 1999 RY38                | 13 settembre 1999 | J. Broughton      |
| 19632 -            | 1999 RP39                | 13 settembre 1999 | T. Stafford       |
| 19633 Rusjan       | 1999 RX42                | 13 settembre 1999 | Črni Vrh          |
| 19634 -            | 1999 RG45                | 14 settembre 1999 | C. W. Juels       |
| 19635 -            | 1999 RC47                | 7 settembre 1999  | LINEAR            |
| 19636 -            | 1999 RD48                | 7 settembre 1999  | LINEAR            |
| 19637 Presbrey     | 1999 RU48                | 7 settembre 1999  | LINEAR            |
| 19638 Johngenereid | 1999 RH57                | 7 settembre 1999  | LINEAR            |
| 19639 -            | 1999 RO63                | 7 settembre 1999  | LINEAR            |
| 19640 Ethanroth    | 1999 RP89                | 7 settembre 1999  | LINEAR            |
| 19641 -            | 1999 RV91                | 7 settembre 1999  | LINEAR            |
| 19642 -            | 1999 RK94                | 7 settembre 1999  | LINEAR            |
| 19643 Jacobrucker  | 1999 RA95                | 7 settembre 1999  | LINEAR            |
| 19644 -            | 1999 RD102               | 8 settembre 1999  | LINEAR            |
| 19645 -            | 1999 RE102               | 8 settembre 1999  | LINEAR            |
| 19646 -            | 1999 RF102               | 8 settembre 1999  | LINEAR            |
| 19647 -            | 1999 RZ103               | 8 settembre 1999  | LINEAR            |
| 19648 -            | 1999 RK104               | 8 settembre 1999  | LINEAR            |
| 19649 -            | 1999 RQ104               | 8 settembre 1999  | LINEAR            |
| 19650 -            | 1999 RY105               | 8 settembre 1999  | LINEAR            |
| 19651 -            | 1999 RC112               | 9 settembre 1999  | LINEAR            |
| 19652 Saris        | 1999 RC117               | 9 settembre 1999  | LINEAR            |
| 19653 -            | 1999 RD119               | 9 settembre 1999  | LINEAR            |
| 19654 -            | 1999 RW119               | 9 settembre 1999  | LINEAR            |
| 19655 -            | 1999 RC121               | 9 settembre 1999  | LINEAR            |
| 19656 Simpkins     | 1999 RA122               | 9 settembre 1999  | LINEAR            |
| 19657 -            | 1999 RE123               | 9 settembre 1999  | LINEAR            |
| 19658 Sloop        | 1999 RM125               | 9 settembre 1999  | LINEAR            |
| 19659 -            | 1999 RB128               | 9 settembre 1999  | LINEAR            |
| 19660 Danielsteck  | 1999 RQ129               | 9 settembre 1999  | LINEAR            |
| 19661 -            | 1999 RR130               | 9 settembre 1999  | LINEAR            |
| 19662 Stunzi       | 1999 RG132               | 9 settembre 1999  | LINEAR            |
| 19663 Rykerwatts   | 1999 RU133               | 9 settembre 1999  | LINEAR            |
| 19664 Yancey       | 1999 RV135               | 9 settembre 1999  | LINEAR            |
| 19665 -            | 1999 RT137               | 9 settembre 1999  | LINEAR            |
| 19666 -            | 1999 RO144               | 9 settembre 1999  | LINEAR            |
| 19667 -            | 1999 RS144               | 9 settembre 1999  | LINEAR            |
| 19668 -            | 1999 RB145               | 9 settembre 1999  | LINEAR            |
| 19669 -            | 1999 RB150               | 9 settembre 1999  | LINEAR            |
| 19670 -            | 1999 RH151               | 9 settembre 1999  | LINEAR            |
| 19671 -            | 1999 RX151               | 9 settembre 1999  | LINEAR            |
| 19672 -            | 1999 RP155               | 9 settembre 1999  | LINEAR            |
| 19673 -            | 1999 RR158               | 9 settembre 1999  | LINEAR            |
| 19674 -            | 1999 RN160               | 9 settembre 1999  | LINEAR            |
| 19675 -            | 1999 RE162               | 9 settembre 1999  | LINEAR            |
| 19676 Ofeliaguilar | 1999 RY166               | 9 settembre 1999  | LINEAR            |
| 19677 -            | 1999 RN168               | 9 settembre 1999  | LINEAR            |
| 19678 Belczyk      | 1999 RO168               | 9 settembre 1999  | LINEAR            |
| 19679 Gretabetteo  | 1999 RF179               | 9 settembre 1999  | LINEAR            |
| 19680 -            | 1999 RE180               | 9 settembre 1999  | LINEAR            |
| 19681 -            | 1999 RE194               | 7 settembre 1999  | LINEAR            |
| 19682 -            | 1999 RW194               | 8 settembre 1999  | LINEAR            |
| 19683 -            | 1999 RK196               | 8 settembre 1999  | LINEAR            |
| 19684 -            | 1999 RL196               | 8 settembre 1999  | LINEAR            |
| 19685 -            | 1999 RB197               | 8 settembre 1999  | LINEAR            |
| 19686 -            | 1999 RL197               | 8 settembre 1999  | LINEAR            |
| 19687 -            | 1999 RP199               | 8 settembre 1999  | LINEAR            |
| 19688 -            | 1999 RR204               | 8 settembre 1999  | LINEAR            |
| 19689 -            | 1999 RX205               | 8 settembre 1999  | LINEAR            |
| 19690 -            | 1999 RD212               | 8 settembre 1999  | LINEAR            |
| 19691 Iwate        | 1999 RN214               | 5 settembre 1999  | LONEOS            |
| 19692 -            | 1999 RR220               | 5 settembre 1999  | CSS               |
| 19693 -            | 1999 RU230               | 8 settembre 1999  | CSS               |
| 19694 Dunkelman    | 1999 RX230               | 8 settembre 1999  | CSS               |
| 19695 Billnye      | 1999 RP234               | 8 settembre 1999  | CSS               |
| 19696 -            | 1999 SW1                 | 18 settembre 1999 | LINEAR            |
| 19697 -            | 1999 SY3                 | 29 settembre 1999 | K. Korlević       |
| 19698 -            | 1999 SR4                 | 29 settembre 1999 | K. Korlević       |
| 19699 -            | 1999 SC7                 | 29 settembre 1999 | LINEAR            |
| 19700 Teitelbaum   | 1999 SG15                | 30 settembre 1999 | CSS               |

## 19701-19800
| Nome                | Designazione provvisoria | Data di scoperta  | Scopritore            |
| ------------------- | ------------------------ | ----------------- | --------------------- |
| 19701 Aomori        | 1999 SH19                | 29 settembre 1999 | LONEOS                |
| 19702 -             | 1999 SK23                | 30 settembre 1999 | LINEAR                |
| 19703 -             | 1999 TJ4                 | 3 ottobre 1999    | LINEAR                |
| 19704 Medlock       | 1999 TU8                 | 7 ottobre 1999    | S. Brady              |
| 19705 -             | 1999 TR10                | 7 ottobre 1999    | K. Korlević, M. Jurić |
| 19706 -             | 1999 TU11                | 10 ottobre 1999   | K. Korlević, M. Jurić |
| 19707 Tokunai       | 1999 TZ12                | 8 ottobre 1999    | T. Okuni              |
| 19708 -             | 1999 TM32                | 4 ottobre 1999    | LINEAR                |
| 19709 -             | 1999 TT105               | 3 ottobre 1999    | LINEAR                |
| 19710 -             | 1999 TC185               | 12 ottobre 1999   | LINEAR                |
| 19711 Johnaligawesa | 1999 TG219               | 1 ottobre 1999    | CSS                   |
| 19712 -             | 1999 TL220               | 1 ottobre 1999    | CSS                   |
| 19713 Ibaraki       | 1999 TV228               | 3 ottobre 1999    | LONEOS                |
| 19714 -             | 1999 UD                  | 16 ottobre 1999   | K. Korlević           |
| 19715 Basodino      | 1999 UA4                 | 27 ottobre 1999   | S. Sposetti           |
| 19716 -             | 1999 UH23                | 28 ottobre 1999   | CSS                   |
| 19717 -             | 1999 UZ40                | 16 ottobre 1999   | Višnjan Observatory   |
| 19718 Albertjarvis  | 1999 VF2                 | 5 novembre 1999   | D. S. Dixon           |
| 19719 Glasser       | 1999 VB9                 | 9 novembre 1999   | C. W. Juels           |
| 19720 -             | 1999 VP10                | 9 novembre 1999   | T. Kobayashi          |
| 19721 Wray          | 1999 VW11                | 10 novembre 1999  | C. W. Juels           |
| 19722 -             | 1999 VU47                | 3 novembre 1999   | LINEAR                |
| 19723 -             | 1999 VG87                | 4 novembre 1999   | CSS                   |
| 19724 -             | 1999 VR114               | 9 novembre 1999   | CSS                   |
| 19725 -             | 1999 WT4                 | 28 novembre 1999  | T. Kobayashi          |
| 19726 -             | 1999 XL                  | 1 dicembre 1999   | LINEAR                |
| 19727 Allen         | 1999 XS2                 | 4 dicembre 1999   | C. W. Juels           |
| 19728 -             | 1999 XQ14                | 6 dicembre 1999   | LINEAR                |
| 19729 -             | 1999 XZ15                | 6 dicembre 1999   | K. Korlević           |
| 19730 Machiavelli   | 1999 XO36                | 7 dicembre 1999   | C. W. Juels           |
| 19731 Tochigi       | 1999 XA151               | 9 dicembre 1999   | LONEOS                |
| 19732 -             | 1999 XF165               | 8 dicembre 1999   | LINEAR                |
| 19733 -             | 1999 XA166               | 10 dicembre 1999  | LINEAR                |
| 19734 -             | 1999 XE175               | 10 dicembre 1999  | LINEAR                |
| 19735 -             | 1999 XN212               | 14 dicembre 1999  | LINEAR                |
| 19736 -             | 2000 AM51                | 4 gennaio 2000    | LINEAR                |
| 19737 -             | 2000 AQ51                | 4 gennaio 2000    | LINEAR                |
| 19738 Calinger      | 2000 AS97                | 4 gennaio 2000    | LINEAR                |
| 19739 -             | 2000 AL104               | 5 gennaio 2000    | LINEAR                |
| 19740 -             | 2000 AG138               | 5 gennaio 2000    | LINEAR                |
| 19741 Callahan      | 2000 AN141               | 5 gennaio 2000    | LINEAR                |
| 19742 -             | 2000 AS162               | 4 gennaio 2000    | LINEAR                |
| 19743 -             | 2000 AF164               | 5 gennaio 2000    | LINEAR                |
| 19744 -             | 2000 AC176               | 7 gennaio 2000    | LINEAR                |
| 19745 -             | 2000 AP199               | 9 gennaio 2000    | LINEAR                |
| 19746 -             | 2000 AE200               | 9 gennaio 2000    | LINEAR                |
| 19747 -             | 2000 AK245               | 9 gennaio 2000    | LINEAR                |
| 19748 -             | 2000 BD5                 | 27 gennaio 2000   | LINEAR                |
| 19749 -             | 2000 CG19                | 2 febbraio 2000   | LINEAR                |
| 19750 -             | 2000 CM62                | 2 febbraio 2000   | LINEAR                |
| 19751 -             | 2000 CG63                | 2 febbraio 2000   | LINEAR                |
| 19752 -             | 2000 CH67                | 6 febbraio 2000   | LINEAR                |
| 19753 -             | 2000 CL94                | 8 febbraio 2000   | LINEAR                |
| 19754 Paclements    | 2000 CG95                | 8 febbraio 2000   | LINEAR                |
| 19755 -             | 2000 EH34                | 5 marzo 2000      | LINEAR                |
| 19756 -             | 2000 EW50                | 9 marzo 2000      | A. López, R. Pacheco  |
| 19757 -             | 2000 GK1                 | 2 aprile 2000     | LINEAR                |
| 19758 Janelcoulson  | 2000 GH100               | 7 aprile 2000     | LINEAR                |
| 19759 -             | 2000 GU146               | 12 aprile 2000    | NEAT                  |
| 19760 -             | 2000 GK160               | 7 aprile 2000     | LINEAR                |
| 19761 -             | 2000 JP10                | 7 maggio 2000     | LINEAR                |
| 19762 Lacrowder     | 2000 JQ57                | 6 maggio 2000     | LINEAR                |
| 19763 Klimesh       | 2000 MC                  | 18 giugno 2000    | NEAT                  |
| 19764 -             | 2000 NF5                 | 7 luglio 2000     | LINEAR                |
| 19765 -             | 2000 NM11                | 10 luglio 2000    | Valinhos              |
| 19766 Katiedavis    | 2000 OH4                 | 24 luglio 2000    | LINEAR                |
| 19767 -             | 2000 ON5                 | 24 luglio 2000    | LINEAR                |
| 19768 Ellendoane    | 2000 OX14                | 23 luglio 2000    | LINEAR                |
| 19769 Dolyniuk      | 2000 OP18                | 23 luglio 2000    | LINEAR                |
| 19770 -             | 2000 OP22                | 31 luglio 2000    | LINEAR                |
| 19771 -             | 2000 OF44                | 30 luglio 2000    | LINEAR                |
| 19772 -             | 2000 OU46                | 31 luglio 2000    | LINEAR                |
| 19773 -             | 2000 OJ50                | 31 luglio 2000    | LINEAR                |
| 19774 Diamondback   | 2000 OS51                | 30 luglio 2000    | LINEAR                |
| 19775 Medmondson    | 2000 PY                  | 1 agosto 2000     | LINEAR                |
| 19776 Balears       | 2000 PA5                 | 4 agosto 2000     | J. Nomen              |
| 19777 -             | 2000 PU7                 | 2 agosto 2000     | LINEAR                |
| 19778 Louisgarcia   | 2000 QE29                | 24 agosto 2000    | LINEAR                |
| 19779 -             | 2000 QU53                | 25 agosto 2000    | LINEAR                |
| 19780 -             | 2000 QE65                | 28 agosto 2000    | LINEAR                |
| 19781 -             | 2000 QK68                | 26 agosto 2000    | Črni Vrh              |
| 19782 -             | 2000 QT68                | 30 agosto 2000    | K. Korlević           |
| 19783 Antoniromanya | 2000 QF71                | 27 agosto 2000    | J. Nomen              |
| 19784 -             | 2000 QJ81                | 24 agosto 2000    | LINEAR                |
| 19785 -             | 2000 QU103               | 28 agosto 2000    | LINEAR                |
| 19786 -             | 2000 QR104               | 28 agosto 2000    | LINEAR                |
| 19787 Betsyglass    | 2000 QV114               | 24 agosto 2000    | LINEAR                |
| 19788 Hunker        | 2000 QV116               | 28 agosto 2000    | LINEAR                |
| 19789 Susanjohnson  | 2000 QP149               | 24 agosto 2000    | LINEAR                |
| 19790 -             | 2000 RU10                | 1 settembre 2000  | LINEAR                |
| 19791 -             | 2000 RV15                | 1 settembre 2000  | LINEAR                |
| 19792 -             | 2000 RO33                | 1 settembre 2000  | LINEAR                |
| 19793 -             | 2000 RX42                | 3 settembre 2000  | LINEAR                |
| 19794 -             | 2000 RV49                | 5 settembre 2000  | LINEAR                |
| 19795 -             | 2000 RJ50                | 5 settembre 2000  | LINEAR                |
| 19796 -             | 2000 RX50                | 5 settembre 2000  | LINEAR                |
| 19797 -             | 2000 RO51                | 5 settembre 2000  | LINEAR                |
| 19798 -             | 2000 RP51                | 5 settembre 2000  | LINEAR                |
| 19799 -             | 2000 RT51                | 5 settembre 2000  | LINEAR                |
| 19800 -             | 2000 RX51                | 5 settembre 2000  | LINEAR                |

## 19801-19900
| Nome               | Designazione provvisoria | Data di scoperta  | Scopritore                                             |
| ------------------ | ------------------------ | ----------------- | ------------------------------------------------------ |
| 19801 Karenlemmon  | 2000 RZ64                | 1 settembre 2000  | LINEAR                                                 |
| 19802 -            | 2000 RD72                | 2 settembre 2000  | LINEAR                                                 |
| 19803 -            | 2000 RX90                | 3 settembre 2000  | LINEAR                                                 |
| 19804 -            | 2000 RY103               | 6 settembre 2000  | LINEAR                                                 |
| 19805 -            | 2000 SR11                | 24 settembre 2000 | K. Korlević                                            |
| 19806 Domatthews   | 2000 SX11                | 20 settembre 2000 | LINEAR                                                 |
| 19807 -            | 2000 SE16                | 23 settembre 2000 | LINEAR                                                 |
| 19808 Elainemccall | 2000 SN85                | 24 settembre 2000 | LINEAR                                                 |
| 19809 Nancyowen    | 2000 SC86                | 24 settembre 2000 | LINEAR                                                 |
| 19810 Partridge    | 2000 SP112               | 24 settembre 2000 | LINEAR                                                 |
| 19811 Kimperkins   | 2000 SY114               | 24 settembre 2000 | LINEAR                                                 |
| 19812 -            | 2000 SG119               | 24 settembre 2000 | LINEAR                                                 |
| 19813 Ericsands    | 2000 SF121               | 24 settembre 2000 | LINEAR                                                 |
| 19814 -            | 2000 ST124               | 24 settembre 2000 | LINEAR                                                 |
| 19815 Marshasega   | 2000 ST127               | 24 settembre 2000 | LINEAR                                                 |
| 19816 Wayneseyfert | 2000 SO128               | 24 settembre 2000 | LINEAR                                                 |
| 19817 Larashelton  | 2000 SK145               | 24 settembre 2000 | LINEAR                                                 |
| 19818 Shotwell     | 2000 SB150               | 24 settembre 2000 | LINEAR                                                 |
| 19819 -            | 2000 SQ152               | 24 settembre 2000 | LINEAR                                                 |
| 19820 Stowers      | 2000 ST153               | 24 settembre 2000 | LINEAR                                                 |
| 19821 Caroltolin   | 2000 SU154               | 24 settembre 2000 | LINEAR                                                 |
| 19822 Vonzielonka  | 2000 SK169               | 23 settembre 2000 | LINEAR                                                 |
| 19823 -            | 2000 SD170               | 24 settembre 2000 | LINEAR                                                 |
| 19824 -            | 2000 SL176               | 28 settembre 2000 | LINEAR                                                 |
| 19825 -            | 2000 SN179               | 28 settembre 2000 | LINEAR                                                 |
| 19826 Patwalker    | 2000 SX192               | 24 settembre 2000 | LINEAR                                                 |
| 19827 -            | 2000 SN212               | 25 settembre 2000 | LINEAR                                                 |
| 19828 -            | 2000 SB214               | 25 settembre 2000 | LINEAR                                                 |
| 19829 -            | 2000 SH217               | 26 settembre 2000 | LINEAR                                                 |
| 19830 -            | 2000 SC218               | 26 settembre 2000 | LINEAR                                                 |
| 19831 -            | 2000 SV225               | 27 settembre 2000 | LINEAR                                                 |
| 19832 -            | 2000 SS226               | 27 settembre 2000 | LINEAR                                                 |
| 19833 Wickwar      | 2000 SA230               | 28 settembre 2000 | LINEAR                                                 |
| 19834 -            | 2000 SO238               | 26 settembre 2000 | LINEAR                                                 |
| 19835 Zreda        | 2000 SQ252               | 24 settembre 2000 | LINEAR                                                 |
| 19836 -            | 2000 SC270               | 27 settembre 2000 | LINEAR                                                 |
| 19837 -            | 2000 SE271               | 27 settembre 2000 | LINEAR                                                 |
| 19838 -            | 2000 SA273               | 28 settembre 2000 | LINEAR                                                 |
| 19839 -            | 2000 SW275               | 28 settembre 2000 | LINEAR                                                 |
| 19840 -            | 2000 SB280               | 27 settembre 2000 | LINEAR                                                 |
| 19841 -            | 2000 SO280               | 30 settembre 2000 | LINEAR                                                 |
| 19842 -            | 2000 SU298               | 28 settembre 2000 | LINEAR                                                 |
| 19843 -            | 2000 SM309               | 30 settembre 2000 | LINEAR                                                 |
| 19844 -            | 2000 ST317               | 30 settembre 2000 | LINEAR                                                 |
| 19845 -            | 2000 SY319               | 27 settembre 2000 | LINEAR                                                 |
| 19846 -            | 2000 SN327               | 30 settembre 2000 | LINEAR                                                 |
| 19847 -            | 2000 ST339               | 25 settembre 2000 | Spacewatch                                             |
| 19848 Yeungchuchiu | 2000 TR                  | 2 ottobre 2000    | W. K. Y. Yeung                                         |
| 19849 -            | 2000 TL18                | 1 ottobre 2000    | LINEAR                                                 |
| 19850 -            | 2000 TQ25                | 2 ottobre 2000    | LINEAR                                                 |
| 19851 -            | 2000 TD42                | 1 ottobre 2000    | LINEAR                                                 |
| 19852 Jamesalbers  | 2000 TT58                | 2 ottobre 2000    | LONEOS                                                 |
| 19853 Ichinomiya   | 2000 TL60                | 2 ottobre 2000    | LONEOS                                                 |
| 19854 -            | 2000 UV5                 | 19 ottobre 2000   | Spacewatch                                             |
| 19855 Borisalexeev | 2000 UE6                 | 24 ottobre 2000   | LINEAR                                                 |
| 19856 -            | 2000 UP8                 | 24 ottobre 2000   | LINEAR                                                 |
| 19857 Amandajane   | 2000 UC11                | 19 ottobre 2000   | L. Robinson                                            |
| 19858 -            | 2000 UT18                | 25 ottobre 2000   | LINEAR                                                 |
| 19859 -            | 2000 UK22                | 24 ottobre 2000   | LINEAR                                                 |
| 19860 Anahtar      | 2000 UB52                | 24 ottobre 2000   | LINEAR                                                 |
| 19861 Auster       | 2000 US79                | 24 ottobre 2000   | LINEAR                                                 |
| 19862 -            | 2556 P-L                 | 24 settembre 1960 | C. J. van Houten, I. van Houten-Groeneveld, T. Gehrels |
| 19863 -            | 2725 P-L                 | 24 settembre 1960 | C. J. van Houten, I. van Houten-Groeneveld, T. Gehrels |
| 19864 -            | 2775 P-L                 | 24 settembre 1960 | C. J. van Houten, I. van Houten-Groeneveld, T. Gehrels |
| 19865 -            | 2825 P-L                 | 24 settembre 1960 | C. J. van Houten, I. van Houten-Groeneveld, T. Gehrels |
| 19866 -            | 4014 P-L                 | 24 settembre 1960 | C. J. van Houten, I. van Houten-Groeneveld, T. Gehrels |
| 19867 -            | 4061 P-L                 | 24 settembre 1960 | C. J. van Houten, I. van Houten-Groeneveld, T. Gehrels |
| 19868 -            | 4072 P-L                 | 24 settembre 1960 | C. J. van Houten, I. van Houten-Groeneveld, T. Gehrels |
| 19869 -            | 4202 P-L                 | 24 settembre 1960 | C. J. van Houten, I. van Houten-Groeneveld, T. Gehrels |
| 19870 -            | 4780 P-L                 | 24 settembre 1960 | C. J. van Houten, I. van Houten-Groeneveld, T. Gehrels |
| 19871 -            | 6058 P-L                 | 24 settembre 1960 | C. J. van Houten, I. van Houten-Groeneveld, T. Gehrels |
| 19872 Chendonghua  | 6097 P-L                 | 24 settembre 1960 | C. J. van Houten, I. van Houten-Groeneveld, T. Gehrels |
| 19873 Chentao      | 6632 P-L                 | 24 settembre 1960 | C. J. van Houten, I. van Houten-Groeneveld, T. Gehrels |
| 19874 Liudongyan   | 6775 P-L                 | 24 settembre 1960 | C. J. van Houten, I. van Houten-Groeneveld, T. Gehrels |
| 19875 Guedes       | 6791 P-L                 | 24 settembre 1960 | C. J. van Houten, I. van Houten-Groeneveld, T. Gehrels |
| 19876 -            | 7637 P-L                 | 22 ottobre 1960   | C. J. van Houten, I. van Houten-Groeneveld, T. Gehrels |
| 19877 -            | 9086 P-L                 | 17 ottobre 1960   | C. J. van Houten, I. van Houten-Groeneveld, T. Gehrels |
| 19878 -            | 1030 T-1                 | 25 marzo 1971     | C. J. van Houten, I. van Houten-Groeneveld, T. Gehrels |
| 19879 -            | 1274 T-1                 | 25 marzo 1971     | C. J. van Houten, I. van Houten-Groeneveld, T. Gehrels |
| 19880 -            | 2247 T-1                 | 25 marzo 1971     | C. J. van Houten, I. van Houten-Groeneveld, T. Gehrels |
| 19881 -            | 2288 T-1                 | 25 marzo 1971     | C. J. van Houten, I. van Houten-Groeneveld, T. Gehrels |
| 19882 -            | 3024 T-1                 | 26 marzo 1971     | C. J. van Houten, I. van Houten-Groeneveld, T. Gehrels |
| 19883 -            | 4058 T-1                 | 26 marzo 1971     | C. J. van Houten, I. van Houten-Groeneveld, T. Gehrels |
| 19884 -            | 4125 T-1                 | 26 marzo 1971     | C. J. van Houten, I. van Houten-Groeneveld, T. Gehrels |
| 19885 -            | 4283 T-1                 | 26 marzo 1971     | C. J. van Houten, I. van Houten-Groeneveld, T. Gehrels |
| 19886 -            | 1167 T-2                 | 29 settembre 1973 | C. J. van Houten, I. van Houten-Groeneveld, T. Gehrels |
| 19887 -            | 1279 T-2                 | 29 settembre 1973 | C. J. van Houten, I. van Houten-Groeneveld, T. Gehrels |
| 19888 -            | 2048 T-2                 | 29 settembre 1973 | C. J. van Houten, I. van Houten-Groeneveld, T. Gehrels |
| 19889 -            | 2304 T-2                 | 29 settembre 1973 | C. J. van Houten, I. van Houten-Groeneveld, T. Gehrels |
| 19890 -            | 3042 T-2                 | 30 settembre 1973 | C. J. van Houten, I. van Houten-Groeneveld, T. Gehrels |
| 19891 -            | 3326 T-2                 | 25 settembre 1973 | C. J. van Houten, I. van Houten-Groeneveld, T. Gehrels |
| 19892 -            | 4128 T-2                 | 29 settembre 1973 | C. J. van Houten, I. van Houten-Groeneveld, T. Gehrels |
| 19893 -            | 4524 T-2                 | 30 settembre 1973 | C. J. van Houten, I. van Houten-Groeneveld, T. Gehrels |
| 19894 -            | 5124 T-2                 | 25 settembre 1973 | C. J. van Houten, I. van Houten-Groeneveld, T. Gehrels |
| 19895 -            | 5161 T-2                 | 25 settembre 1973 | C. J. van Houten, I. van Houten-Groeneveld, T. Gehrels |
| 19896 -            | 5366 T-2                 | 30 settembre 1973 | C. J. van Houten, I. van Houten-Groeneveld, T. Gehrels |
| 19897 -            | 1097 T-3                 | 17 ottobre 1977   | C. J. van Houten, I. van Houten-Groeneveld, T. Gehrels |
| 19898 -            | 1177 T-3                 | 17 ottobre 1977   | C. J. van Houten, I. van Houten-Groeneveld, T. Gehrels |
| 19899 -            | 1188 T-3                 | 17 ottobre 1977   | C. J. van Houten, I. van Houten-Groeneveld, T. Gehrels |
| 19900 -            | 2172 T-3                 | 16 ottobre 1977   | C. J. van Houten, I. van Houten-Groeneveld, T. Gehrels |

## 19901-20000
| Nome                  | Designazione provvisoria | Data di scoperta  | Scopritore                                             |
| --------------------- | ------------------------ | ----------------- | ------------------------------------------------------ |
| 19901 -               | 2191 T-3                 | 16 ottobre 1977   | C. J. van Houten, I. van Houten-Groeneveld, T. Gehrels |
| 19902 -               | 3420 T-3                 | 16 ottobre 1977   | C. J. van Houten, I. van Houten-Groeneveld, T. Gehrels |
| 19903 -               | 3464 T-3                 | 16 ottobre 1977   | C. J. van Houten, I. van Houten-Groeneveld, T. Gehrels |
| 19904 -               | 3487 T-3                 | 16 ottobre 1977   | C. J. van Houten, I. van Houten-Groeneveld, T. Gehrels |
| 19905 -               | 4086 T-3                 | 16 ottobre 1977   | C. J. van Houten, I. van Houten-Groeneveld, T. Gehrels |
| 19906 -               | 4138 T-3                 | 16 ottobre 1977   | C. J. van Houten, I. van Houten-Groeneveld, T. Gehrels |
| 19907 -               | 4220 T-3                 | 16 ottobre 1977   | C. J. van Houten, I. van Houten-Groeneveld, T. Gehrels |
| 19908 -               | 4324 T-3                 | 16 ottobre 1977   | C. J. van Houten, I. van Houten-Groeneveld, T. Gehrels |
| 19909 -               | 4326 T-3                 | 16 ottobre 1977   | C. J. van Houten, I. van Houten-Groeneveld, T. Gehrels |
| 19910 -               | 5078 T-3                 | 16 ottobre 1977   | C. J. van Houten, I. van Houten-Groeneveld, T. Gehrels |
| 19911 Rigaux          | 1933 FK                  | 26 marzo 1933     | F. Rigaux                                              |
| 19912 Aurapenenta     | 1955 RE1                 | 14 settembre 1955 | Indiana University                                     |
| 19913 Aigyptios       | 1973 SU1                 | 19 settembre 1973 | C. J. van Houten, I. van Houten-Groeneveld, T. Gehrels |
| 19914 Klagenfurt      | 1973 UK5                 | 27 ottobre 1973   | F. Börngen                                             |
| 19915 Bochkarev       | 1974 RX1                 | 14 settembre 1974 | N. S. Chernykh                                         |
| 19916 Donbass         | 1976 QH1                 | 26 agosto 1976    | N. S. Chernykh                                         |
| 19917 Dazaifu         | 1977 EE8                 | 12 marzo 1977     | H. Kosai, K. Hurukawa                                  |
| 19918 -               | 1977 PB                  | 6 agosto 1977     | C.-I. Lagerkvist                                       |
| 19919 Pogorelov       | 1977 TQ6                 | 8 ottobre 1977    | L. I. Chernykh                                         |
| 19920 -               | 1978 NF                  | 10 luglio 1978    | E. F. Helin, E. M. Shoemaker                           |
| 19921 -               | 1978 VV3                 | 7 novembre 1978   | E. F. Helin, S. J. Bus                                 |
| 19922 -               | 1978 VV4                 | 7 novembre 1978   | E. F. Helin, S. J. Bus                                 |
| 19923 -               | 1978 VA8                 | 6 novembre 1978   | E. F. Helin, S. J. Bus                                 |
| 19924 -               | 1979 MQ6                 | 25 giugno 1979    | E. F. Helin, S. J. Bus                                 |
| 19925 -               | 1979 QD3                 | 22 agosto 1979    | C.-I. Lagerkvist                                       |
| 19926 -               | 1979 YQ                  | 17 dicembre 1979  | H. Debehogne, E. R. Netto                              |
| 19927 Rogefeldt       | 1980 FM4                 | 16 marzo 1980     | C.-I. Lagerkvist                                       |
| 19928 -               | 1981 DB3                 | 28 febbraio 1981  | S. J. Bus                                              |
| 19929 -               | 1981 DL3                 | 28 febbraio 1981  | S. J. Bus                                              |
| 19930 -               | 1981 EV2                 | 2 marzo 1981      | S. J. Bus                                              |
| 19931 -               | 1981 EF3                 | 2 marzo 1981      | S. J. Bus                                              |
| 19932 -               | 1981 EU4                 | 2 marzo 1981      | S. J. Bus                                              |
| 19933 -               | 1981 EW5                 | 7 marzo 1981      | S. J. Bus                                              |
| 19934 -               | 1981 EG11                | 1 marzo 1981      | S. J. Bus                                              |
| 19935 -               | 1981 EG12                | 1 marzo 1981      | S. J. Bus                                              |
| 19936 -               | 1981 EZ12                | 1 marzo 1981      | S. J. Bus                                              |
| 19937 -               | 1981 EF15                | 1 marzo 1981      | S. J. Bus                                              |
| 19938 -               | 1981 EN15                | 1 marzo 1981      | S. J. Bus                                              |
| 19939 -               | 1981 EG16                | 1 marzo 1981      | S. J. Bus                                              |
| 19940 -               | 1981 EK20                | 2 marzo 1981      | S. J. Bus                                              |
| 19941 -               | 1981 ES24                | 2 marzo 1981      | S. J. Bus                                              |
| 19942 -               | 1981 EV24                | 2 marzo 1981      | S. J. Bus                                              |
| 19943 -               | 1981 EB31                | 2 marzo 1981      | S. J. Bus                                              |
| 19944 -               | 1981 EF31                | 2 marzo 1981      | S. J. Bus                                              |
| 19945 -               | 1981 ET31                | 2 marzo 1981      | S. J. Bus                                              |
| 19946 -               | 1981 EB35                | 2 marzo 1981      | S. J. Bus                                              |
| 19947 -               | 1981 EE39                | 2 marzo 1981      | S. J. Bus                                              |
| 19948 -               | 1981 EP40                | 2 marzo 1981      | S. J. Bus                                              |
| 19949 -               | 1981 EM46                | 2 marzo 1981      | S. J. Bus                                              |
| 19950 -               | 1981 EP47                | 2 marzo 1981      | S. J. Bus                                              |
| 19951 -               | 1982 UW2                 | 20 ottobre 1982   | G. Aldering                                            |
| 19952 Ashkinazi       | 1982 UV6                 | 20 ottobre 1982   | L. G. Karachkina                                       |
| 19953 Takeo           | 1982 VU2                 | 14 novembre 1982  | H. Kosai, K. Hurukawa                                  |
| 19954 Shigeyoshi      | 1982 VY3                 | 14 novembre 1982  | H. Kosai, K. Hurukawa                                  |
| 19955 Hollý           | 1984 WZ1                 | 28 novembre 1984  | M. Antal                                               |
| 19956 -               | 1985 QW1                 | 17 agosto 1985    | E. F. Helin                                            |
| 19957 -               | 1985 QG4                 | 24 agosto 1985    | Bulgarian National Observatory                         |
| 19958 -               | 1985 RN4                 | 11 settembre 1985 | H. Debehogne                                           |
| 19959 -               | 1985 UJ3                 | 17 ottobre 1985   | C.-I. Lagerkvist                                       |
| 19960 -               | 1986 CN1                 | 3 febbraio 1986   | H. Debehogne                                           |
| 19961 -               | 1986 QP3                 | 29 agosto 1986    | H. Debehogne                                           |
| 19962 Martynenko      | 1986 RV5                 | 7 settembre 1986  | L. I. Chernykh                                         |
| 19963 -               | 1986 TR                  | 4 ottobre 1986    | P. Jensen                                              |
| 19964 -               | 1987 BX1                 | 25 gennaio 1987   | E. W. Elst                                             |
| 19965 -               | 1987 RO1                 | 14 settembre 1987 | H. Debehogne                                           |
| 19966 -               | 1987 SL3                 | 25 settembre 1987 | P. Jensen                                              |
| 19967 -               | 1987 SN12                | 16 settembre 1987 | H. Debehogne                                           |
| 19968 Palazzolascaris | 1988 FE3                 | 19 marzo 1988     | W. Ferreri                                             |
| 19969 Davidfreedman   | 1988 PR                  | 11 agosto 1988    | A. J. Noymer                                           |
| 19970 Johannpeter     | 1988 RJ3                 | 8 settembre 1988  | F. Börngen                                             |
| 19971 -               | 1988 RZ5                 | 3 settembre 1988  | H. Debehogne                                           |
| 19972 -               | 1988 RD6                 | 5 settembre 1988  | H. Debehogne                                           |
| 19973 -               | 1988 RZ10                | 14 settembre 1988 | S. J. Bus                                              |
| 19974 -               | 1989 GR1                 | 3 aprile 1989     | E. W. Elst                                             |
| 19975 -               | 1989 GX2                 | 3 aprile 1989     | E. W. Elst                                             |
| 19976 -               | 1989 TD                  | 4 ottobre 1989    | J. M. Baur                                             |
| 19977 -               | 1989 TQ                  | 7 ottobre 1989    | Y. Mizuno, T. Furuta                                   |
| 19978 -               | 1989 TN6                 | 7 ottobre 1989    | E. W. Elst                                             |
| 19979 -               | 1989 VJ                  | 2 novembre 1989   | M. Arai, H. Mori                                       |
| 19980 Barrysimon      | 1989 WF2                 | 22 novembre 1989  | C. S. Shoemaker, D. H. Levy                            |
| 19981 Bialystock      | 1989 YB6                 | 29 dicembre 1989  | E. W. Elst                                             |
| 19982 Barbaradoore    | 1990 BJ                  | 22 gennaio 1990   | E. F. Helin                                            |
| 19983 Inagekiyokazu   | 1990 DW                  | 18 febbraio 1990  | M. Matsuyama, K. Watanabe                              |
| 19984 -               | 1990 EP2                 | 2 marzo 1990      | E. W. Elst                                             |
| 19985 -               | 1990 GD                  | 15 aprile 1990    | E. W. Elst                                             |
| 19986 -               | 1990 KD                  | 20 maggio 1990    | R. H. McNaught                                         |
| 19987 -               | 1990 QJ3                 | 28 agosto 1990    | H. E. Holt                                             |
| 19988 -               | 1990 QW3                 | 22 agosto 1990    | H. E. Holt                                             |
| 19989 -               | 1990 RN8                 | 15 settembre 1990 | H. Debehogne                                           |
| 19990 -               | 1990 SE8                 | 22 settembre 1990 | E. W. Elst                                             |
| 19991 -               | 1990 SW8                 | 22 settembre 1990 | E. W. Elst                                             |
| 19992 Schönbein       | 1990 TS9                 | 10 ottobre 1990   | F. Börngen, L. D. Schmadel                             |
| 19993 Günterseeber    | 1990 TK10                | 10 ottobre 1990   | F. Börngen, L. D. Schmadel                             |
| 19994 Tresini         | 1990 TJ15                | 13 ottobre 1990   | L. G. Karachkina, G. R. Kastel'                        |
| 19995 -               | 1990 VU8                 | 12 novembre 1990  | E. W. Elst                                             |
| 19996 -               | 1990 WZ                  | 18 novembre 1990  | E. W. Elst                                             |
| 19997 -               | 1990 WM1                 | 18 novembre 1990  | E. W. Elst                                             |
| 19998 Binoche         | 1990 WP1                 | 18 novembre 1990  | E. W. Elst                                             |
| 19999 Depardieu       | 1991 BJ1                 | 18 gennaio 1991   | E. W. Elst                                             |
| 20000 Varuna          | 2000 WR106               | 28 novembre 2000  | Spacewatch                                             |